# Microsoft Gaming
Microsoft Gaming é uma divisão multinacional de videogames e entretenimento digital da Microsoft. A Microsoft Gaming produz a marca Xbox de consoles e serviços de jogos eletrônicos, além de supervisionar a produção, desenvolvimento de jogos, publicação, pesquisa e desenvolvimento, vendas (hardware, software e serviços) do Xbox e das três subsidiárias (editoras) da divisão em todo o mundo. As suas três subsidiárias consistem em: Xbox Game Studios, ZeniMax Media (Bethesda Softworks atua como editora) e Activision Blizzard (publicação dividida entre Activision, Blizzard Entertainment e King ), cada uma publicando e produzindo jogos sob seus respectivos selos. O CEO Phil Spencer, que supervisiona simultaneamente a marca Xbox desde 2014, é o líder da divisão.
Antes de 2022, a Microsoft tinha várias áreas de linhas de produtos relacionadas a videogames, incluindo as áreas de hardware Xbox, operações Xbox e estúdios de desenvolvimento de jogos. A Microsoft Gaming foi criada em 2022 com o anúncio dos planos da Microsoft de adquirir a Activision Blizzard para unificar todos os grupos de jogos da Microsoft em uma única divisão. Com a conclusão da aquisição da Activision Blizzard em 2023, a Microsoft Gaming torna a Microsoft a terceira maior empresa de jogos do mundo em receita (apenas atrás da PlayStation Studios e Tencent) e a maior empregadora de videogames nos Estados Unidos.
A propriedade intelectual de propriedade da empresa inclui algumas das franquias de videogame mais populares e mais vendidas de todos os tempos, incluindo Call of Duty, Guitar Hero, Warcraft, Starcraft, Overwatch, Tony Hawk's Pro Skater, Diablo e Candy Crush (Activision Blizzard), Halo, Gears Of War, Forza e Age Of Empires (Xbox Game Studios) e The Elder Scrolls, Fallout, DOOM, Wolfenstein e Dishonored (ZeniMax Media/Bethesda Softworks).

## História

Logo xbox

Até o ano 2000, a Microsoft tinha apenas alguns esforços limitados na publicação de jogos de vídeo. Com o anúncio do primeiro Xbox em 2000 e seu lançamento em 2001, a Microsoft estabeleceu uma divisão para o desenvolvimento interno de jogos de vídeo para o Xbox e Windows, então conhecida como Microsoft Game Studios (MGS). O hardware do Xbox permaneceu como uma divisão separada dentro da Microsoft. Após a saída de Steve Ballmer como CEO da Microsoft, investidores tentaram pressionar a empresa a vender ou fechar seu negócio de jogos. No entanto, esses esforços não ganharam significativa tração. A divisão de jogos da Microsoft, incluindo produtos como o console Xbox, manteve-se como um foco estratégico para a empresa. Sob a liderança de Satya Nadella que assumiu o cargo de CEO em 2014, a Microsoft continuou a investir e expandir sua presença no mercado de jogos.
A MGS realizou diversas aquisições de estúdios para ajudar a expandir a biblioteca de software do Xbox ao longo de sua primeira década, incluindo Bungie, Lionhead Studios e Rare, enquanto estabelecia estúdios internos como a 343 Industries para o desenvolvimento de Halo e a Turn 10 Studios para os jogos Forza. Em 2014, após a promoção de Satya Nadella a CEO (junto com a ascensão de Phil Spencer como chefe do Xbox), a Microsoft iniciou uma nova estratégia de aquisição, começando com a compra da Mojang Studios, desenvolvedora do Minecraft, por $2.5 bilhões. Entre 2014 e 2019, a MGS também adquiriu vários estúdios de médio perfil, incluindo Ninja Theory, Playground Games, Obsidian Entertainment e inXile Entertainment. Essas aquisições tinham como objetivo posicionar a MGS como a principal desenvolvedora first-party da empresa, comparável à PlayStation Studios da Sony.
A Microsoft lançou o Xbox Game Pass em 2017, marcando um ano crucial em que a empresa reavaliou sua estratégia para se concentrar em um modelo de negócios baseado em serviços, em vez de títulos exclusivos. Essa mudança estratégica permitiu à Microsoft diferenciar-se de outros fabricantes de consoles. Ao priorizar um modelo de negócios orientado para serviços com o Xbox Game Pass, a Microsoft diferenciou sua abordagem das estratégias tradicionais de console que frequentemente dependiam fortemente de títulos exclusivos para atrair usuários. Em vez de competir exclusivamente com base em conteúdo exclusivo, a Microsoft visava oferecer uma proposta de valor mais ampla aos jogadores por meio de um serviço de assinatura que proporcionava acesso a uma vasta biblioteca de jogos. Em 2017, Spencer foi nomeado Vice-Presidente Executivo.
Em 2019, como parte de uma ampla reestruturação de marca, MGS foi renomeada para Xbox Game Studios (XGS) para alinhar-se à marca de hardware Xbox e adquiriu a Double Fine. Em 2020, a Microsoft comprou a ZeniMax Media por US$ 8,1 bilhões, a empresa-mãe da id Software, MachineGames, Arkane Studios, a editora Bethesda Softworks e outros, expandindo ainda mais seu portfólio de estúdios de desenvolvimento de jogos. ZeniMax permaneceu como uma entidade separada da XGS desde a aquisição, embora supervisionada por Spencer.
Aquisição da Activision Blizzard pela Microsoft

Microsoft anuncia compra da Activision Blizzard

Em 18 de janeiro de 2022, a Microsoft anunciou a proposta de aquisição da Activision Blizzard por US$ 68,7 bilhões em dinheiro. Phil Spencer, CEO da Microsoft Gaming, afirmou que uma das razões principais para adquirir a Activision Blizzard é entrar no mercado de jogos móveis. Enquanto isso, Bobby Kotick, ex-CEO da Activision Blizzard, mencionou que aceitaram a oferta para acessar mais talentos, capitalizar a crescente demanda na indústria de jogos e competir com empresas de jogos emergentes da China e do Japão. Após muitos desafios regulatórios, o acordo foi fechado em 13 de outubro de 2023, tornando a Microsoft a terceira maior editora de videogames, após Tencent e Sony Interactive Entertainment. No dia do anúncio da aquisição, Phil Spencer formou o negócio Microsoft Gaming, tornando-se CEO, enquanto Matt Booty liderou a Xbox Game Studios.
Logo após a conclusão da aquisição da Activision Blizzard, a Microsoft reorganizou ainda mais a Microsoft Gaming. A linha de hardware Xbox foi incorporada à Microsoft Gaming, liderada por Sarah Bond. Matt Booty tornou-se presidente de conteúdo e estúdios de jogos, incluindo a supervisão da XGS e ZeniMax. Activision Blizzard permaneceu diretamente sob Spencer, com Bobby Kotick permanecendo como CEO até o início de 2024 para ajudar na transição. A Microsoft Gaming anunciou que Bobby Kotick deixaria a empresa em 29 de dezembro de 2023. Após a saída de Bobby Kotick, a Activision Blizzard passou por mudanças organizacionais para se realinhar com a Microsoft Gaming. Vices-presidentes da Activision Blizzard, Thomas Tippl; Presidente da Activision, Rob Kostich; Presidente da Blizzard Entertainment, Mike Ybarra; e Presidente da King, Tjodolf Sommestad, agora reportam a Matt Booty, presidente de Conteúdo e Estúdios de Jogos. As equipes de liderança da Activision, Blizzard Entertainment e King permanecem inalteradas. Outros executivos da Activision Blizzard, como Brian Bulatao, CAO, reportam a Dave McCarthy, enquanto Julie Hodges, CPO, agora reporta a Cynthia Per-Lee, vice-presidente corporativa de recursos humanos de jogos. Grant Dixton, CLO, reporta a Linda Norman, vice-presidente corporativa de jogos. Armin Zerza, CFO, continua reportando a Tim Stuart, vice-presidente corporativo de finanças. Thomas, Brian, Julie, Grant e Armin estão programados para auxiliar na transição até março de 2024. A vice-presidente executiva de assuntos corporativos e CCO Lulu Meservey deixará a Activision Blizzard em 31 de janeiro de 2024. Depois de auxiliar na transição, Thomas Tippl, junto com vários outros executivos importantes da Activision Blizzard, deixaram a empresa em março de 2024.
A Microsoft Gaming demitiu 1.900 funcionários (aproximadamente 8% de sua força de trabalho) em janeiro de 2024. Além disso, o presidente da Blizzard, Mike Ybarra, e o cofundador e diretor de design da Blizzard, Allen Adham, deixaram a empresa. A Blizzard Entertainment supostamente é a organização mais afetada pelas demissões. O Project Odyssey , um jogo no qual a Blizzard Entertainment supostamente vem trabalhando há seis anos, foi cancelado.  A Toys for Bob e a Sledgehammer Games supostamente perderam mais de 30% de seus funcionários devido a demissões.  A Microsoft Gaming também supostamente demitiu toda a equipe interna de suporte ao cliente da Activision Blizzard e a equipe dedicada a trazer os jogos do Xbox para o varejo físico.  Johanna Faries, a ex-gerente geral da franquia Call of Duty , assumiu oficialmente o cargo de nova presidente da Blizzard Entertainment em 29 de janeiro de 2024, iniciando seu cargo em 5 de fevereiro. Simultaneamente, Matt Cox assumiu o cargo de novo gerente geral da franquia Call of Duty . Em fevereiro, o escritório da Toys for Bob fechou e os funcionários trabalharão remotamente.

### Estratégia Multiplataforma (2024–presente)
Rumores surgidos no início de fevereiro de 2024 sugeriram que a Microsoft estava planejando lançar seus jogos exclusivos em consoles como o PlayStation 5 ou o Nintendo Switch, levantando especulações sobre uma possível saída da empresa do setor de hardware. Em 15 de fevereiro de 2024, foi realizado um episódio especial do Official Xbox Podcast com a participação de Phil Spencer, Sarah Bond e Matt Booty, no qual foi confirmado que a Microsoft Gaming pretendia lançar alguns de seus títulos próprios em outras plataformas.
Segundo Spencer, um dos motivos para essa decisão seria expandir as franquias da Microsoft Gaming, e ele prevê que, nos próximos 5 a 10 anos, jogos exclusivos de console representarão uma fatia menor da indústria. Nos meses seguintes, Spencer afirmou que a indústria estava passando por mudanças nas formas de desenvolvimento e distribuição de jogos, e que a Microsoft estava pronta para antecipar essas transformações com uma estratégia multiplataforma mais agressiva.
No final de 2024, a Microsoft Gaming lançou a campanha publicitária "This is an Xbox", com o objetivo de destacar a variedade de dispositivos compatíveis com jogos e serviços Xbox além dos consoles tradicionais, como PCs com Windows, Smart TVs da Samsung e dispositivos de streaming como o Amazon Fire TV via nuvem. O diretor de marketing sênior do Xbox, Craig McNary, declarou que a campanha visa mostrar "a evolução do Xbox como uma plataforma que se estende por diferentes dispositivos", sugerindo um futuro em que seus jogos e conteúdos estejam disponíveis em diversos hardwares e sistemas operacionais.
Após o anúncio do Nintendo Switch 2 em janeiro de 2025, Spencer também afirmou que a Microsoft Gaming daria suporte ao novo console da Nintendo.
Diversos jogos first-party foram lançados em 2024 para plataformas além do Xbox, incluindo Pentiment e Grounded para PlayStation 4, PlayStation 5 e Nintendo Switch, assim como Hi-Fi Rush e Sea of Thieves para PlayStation 5. Para 2025, estão planejados lançamentos para PlayStation 5 de Age of Mythology: Retold, Indiana Jones and the Great Circle, Forza Horizon 5, Age of Empires II: Definitive Edition, The Elder Scrolls IV: Oblivion Remastered, Doom: The Dark Ages, Tony Hawk's Pro Skater 3 + 4, Gears of War Reloaded, Ninja Gaiden 4 e The Outer Worlds 2.
The Great Circle, originalmente exclusivo para Xbox Series X/S, também terá versão para PS5 na primavera de 2025, o que Spencer atribuiu à recepção positiva dos primeiros lançamentos multiplataforma de 2024 e à necessidade de manter o interesse comercial nas franquias.
Outros jogos, como Starfield, também devem perder a exclusividade de plataforma. Spencer afirmou que a Microsoft deseja levar seus jogos onde houver potencial para atrair novos jogadores. Apesar disso, o Xbox continuará sendo uma parte fundamental da estratégia da empresa, com foco em funcionalidades e desempenho, em vez de exclusividade de títulos.
Em fevereiro de 2025, Spencer declarou que, devido ao investimento dos jogadores em bibliotecas de outras plataformas, a Microsoft não buscava mais convencer o público a migrar para o Xbox, e sim alcançar mais pessoas por meio da distribuição multiplataforma. A partir do Xbox Developer Direct de janeiro de 2025, as apresentações da Microsoft Gaming passaram a divulgar a disponibilidade de seus jogos em consoles PlayStation e Nintendo.
Em fevereiro de 2024, o estúdio Toys for Bob, da Activision, deixou a Microsoft de forma amigável para se tornar independente, e assinou um contrato de publicação com a empresa em maio do mesmo ano para seu próximo título.

## Produtos

### Dispositivos e serviços de jogos de vídeo

Logo xbox game pass

A Microsoft Gaming desenvolve e produz a linha de consoles de jogos de vídeo Xbox, juntamente com periféricos associados. A empresa oferece suporte aos consoles com serviços online, utilizando a base da rede Xbox. Desde o final da década de 2010, a Microsoft começou a combinar seu serviço de assinatura pago padrão, originalmente conhecido como Xbox Live Gold, com o Xbox Game Pass, que, além de suporte multiplayer online e matchmaking, fornece aos assinantes uma biblioteca rotativa de jogos para jogar no Xbox, em computadores com Windows ou por meio do cloud gaming em diversas plataformas.

### Jogos
Entre as franquias de jogos eletrônicos de propriedade da Microsoft Gaming estão Call of Duty, Minecraft, Halo, Warcraft, Diablo, StarCraft, Overwatch, The Elder Scrolls, Fallout, Crash Bandicoot, Spyro, Banjo-Kazooie, Ori, Psychonauts, Conker, Killer Instinct, Battletoads, Perfect Dark, Doom, Wolfenstein, Quake, Rage, Hexen, Dishonored, Prey, Pitfall, Prototype, State of Decay, Pillars of Eternity, The Evil Within, Fable, Gears of War, Forza, Hellblade, Guitar Hero, Tony Hawk's, Skylanders, Microsoft Flight Simulator, Age of Empires, Candy Crush e muitas outras.
Também possui tecnologias proprietárias da marca Xbox (motores gráficos) como: Creation Engine, FTech Engine, Havok, Slipspace Engine, Void Engine, STEM Engine, e Id Tech.
Jogos que utilizam as marcas Xbox e Xbox Live também foram lançados para Microsoft Windows, Windows Phone, Android e iOS. Além disso, é possível jogar jogos do Xbox por meio do serviço de streaming Xbox Cloud Gaming.

### Kinect

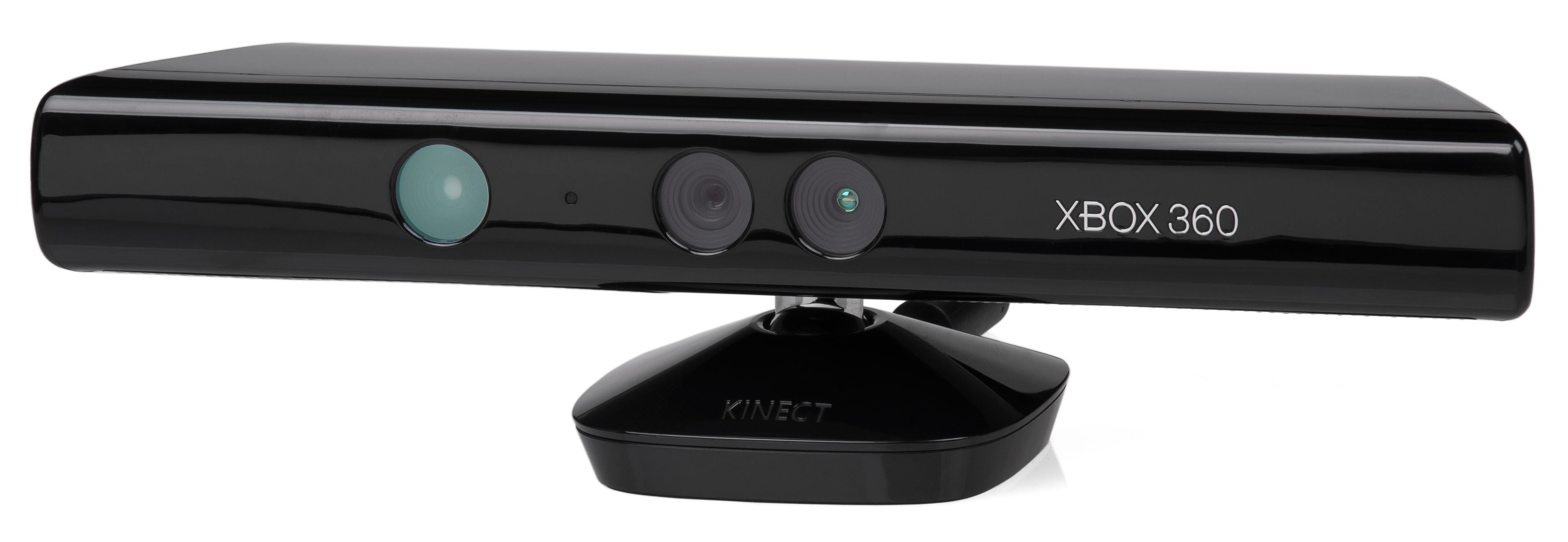
O sensor Kinect para Xbox 360

O Kinect (estilizado como KINECT) é um dispositivo de entrada de sensor de movimento desenvolvido pela Microsoft para o Xbox 360 e Windows PCs. Baseado em um periférico adicional no estilo de uma webcam para o console Xbox 360, ele permite que os usuários controlem e interajam com o Xbox 360 sem a necessidade de tocar em um controle de jogo, utilizando uma interface de usuário natural por meio de gestos e reconhecimento de fala. O projeto tem como objetivo ampliar a audiência do Xbox 360 além de seu público típico de jogadores. O Kinect concorre com o Wii Remote Plus e o PlayStation Move com controladores de movimento PlayStation Eye para os consoles domésticos Wii e PlayStation 3, respectivamente. Uma versão para Windows foi lançada em 1º de fevereiro de 2012.
O Kinect foi lançado na América do Norte em 4 de novembro de 2010, na Europa em 10 de novembro de 2010, na Austrália, Nova Zelândia e Singapura em 18 de novembro de 2010, e no Japão em 20 de novembro de 2010. As opções de compra para o periférico incluem um pacote com o jogo Kinect Adventures! e pacotes do console com uma capacidade de 4 GB ou 250 GB de console Xbox 360 e Kinect Adventures!.
O Kinect conquistou o Guinness World Record de ser o "dispositivo de eletrônicos de consumo mais vendido" ao vender um total de 8 milhões de unidades em seus primeiros 60 dias. Um total de 24 milhões de unidades do sensor Kinect foram enviadas até janeiro de 2012.
A Microsoft lançou o software development kit Kinect para Windows 7 em 16 de junho de 2011. Este SDK tinha como objetivo permitir que desenvolvedores escrevessem aplicativos Kinect em C++/CLI, C#, ou Visual Basic .NET.
Informações adicionais sobre o Xbox One Kinect foram divulgadas em 6 de junho de 2013, incluindo detalhes sobre como desativar o recurso "sempre ligado".

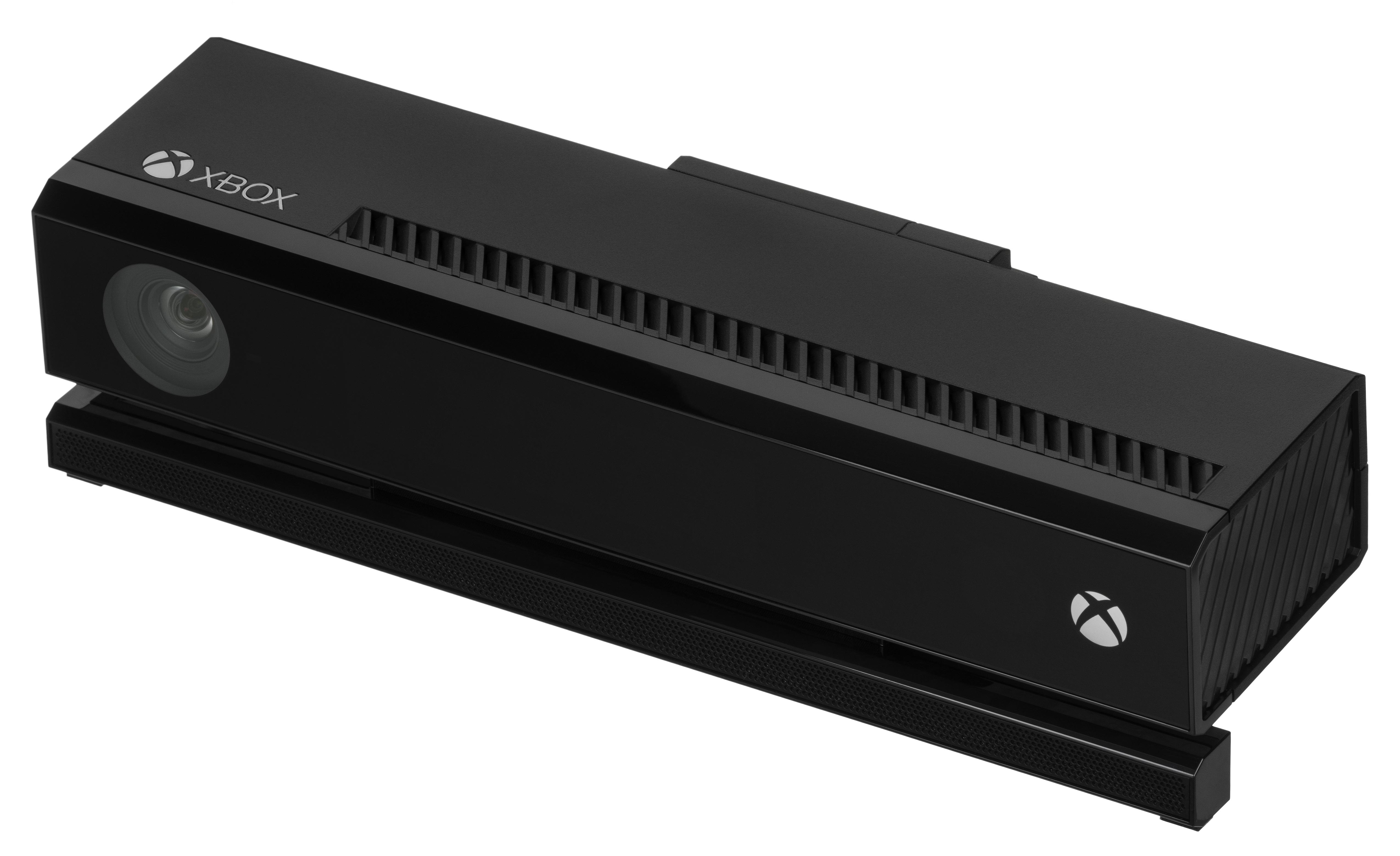
O sensor Xbox One Kinect

Apesar de apresentar um desempenho aprimorado em relação ao Kinect original do Xbox 360, seu sucessor, o Xbox One Kinect, recebeu respostas mistas. Foi elogiado por sua ampla angular, tempo de resposta rápido e câmera de alta qualidade. No entanto, a incapacidade do Kinect de entender alguns sotaques em inglês foi criticada. Além disso, há controvérsias em torno da intencional associação do sensor com o console Xbox One, apesar dos requisitos iniciais para o sensor estarem plugados o tempo todo terem sido revisados desde seu anúncio inicial. Também houve várias preocupações relacionadas à privacidade.

### Fones de Ouvido
Quando o serviço online Xbox Live foi lançado em 2002, o Xbox Wireless Headset foi incluído no Live Starter Kit. O Comunicador, que possibilitava o bate-papo por voz no jogo, consistia em um fone de ouvido com fio e um módulo de interface. O módulo era conectado à ranhura de expansão superior do controle, e o fone de ouvido era conectado ao módulo; o módulo de interface era equipado com um botão para controlar o volume e um botão para silenciar o microfone. A entrada do fone de ouvido no módulo era uma tomada de áudio TRS de 2,5 mm padrão com entrada e saída mono, compatível com fones de ouvido de telefone celular.
Os controles do Xbox 360 apresentavam uma entrada embutida para fone de ouvido mono de 2,5 mm, também compatível com fones de ouvido de telefone celular padrão, permitindo que os jogadores reutilizassem o fone de ouvido Xbox Communicator e conversassem no Xbox Live sem um módulo de interface separado. O pacote de console premium incluía um Xbox 360 Live Comunicator com fio, com cosméticos cinza e branco combinando com o console, que também estava disponível separadamente; o fone de ouvido com fio conectava-se à entrada de áudio na parte inferior do controle por meio de uma conexão larga que incluía controles de volume e mudo. Uma versão atualizada do Xbox 360 Headset foi lançada em 2010 com cosméticos pretos, incluída com o Xbox 360 S; para o fone de ouvido com fio revisado, os controles de mudo/volume foram movidos para uma posição ao longo do cabo.

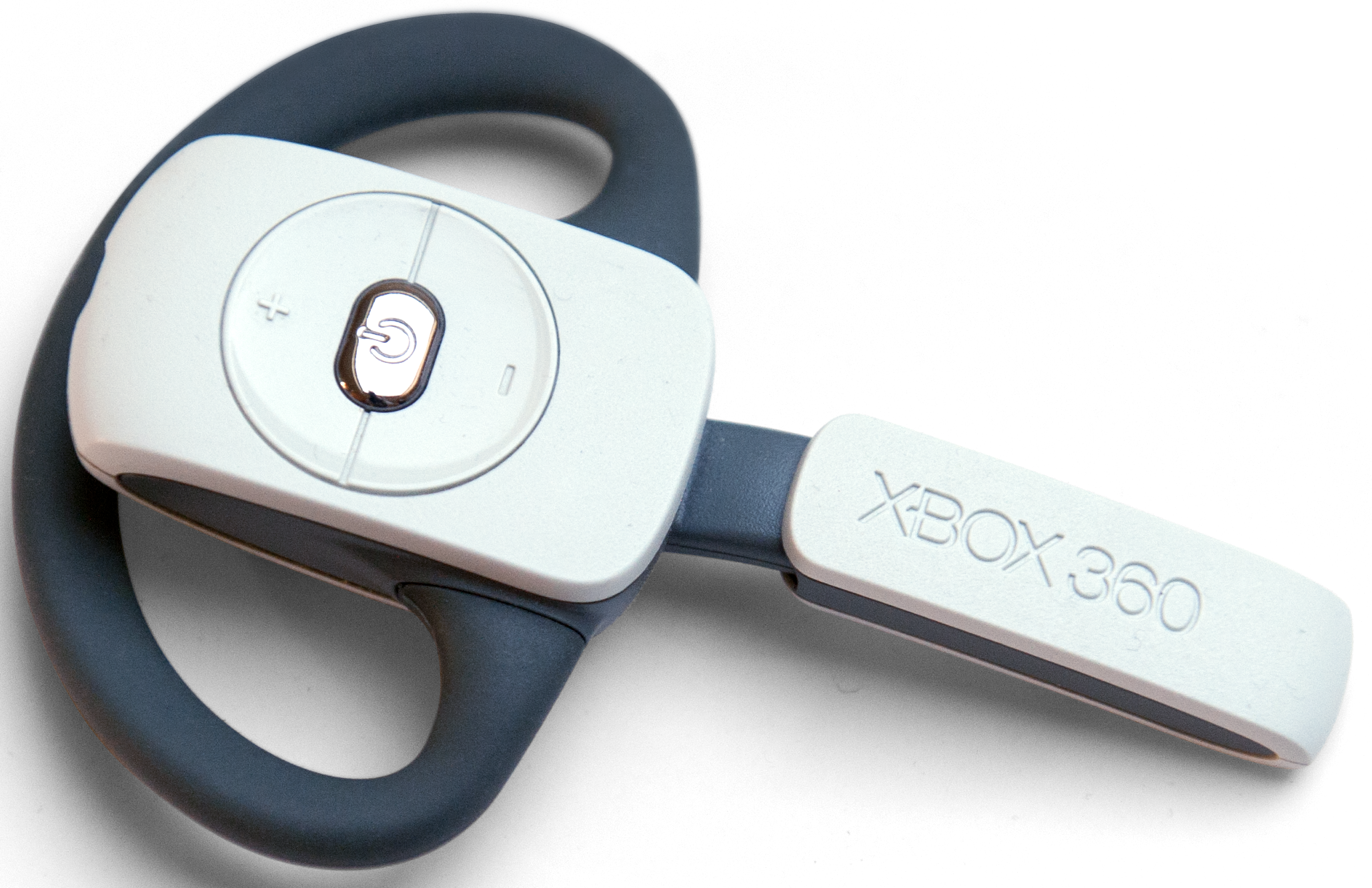
Xbox 360 Wireless Headset

A Microsoft também anunciou o Xbox 360 Wireless Headset, um acessório de fone de ouvido de orelha única de primeira parte projetado para e lançado com o console Xbox 360 em novembro de 2005. Edições especiais do fone de ouvido sem fio foram lançadas com cores temáticas para Halo 3 (verde/laranja, setembro de 2007), o Xbox 360 S (preto, 2010) e Halo: Reach (prata, setembro de 2010). Foi substituído pelo Xbox 360 Wireless Headset with Bluetooth em 2011, que poderia ser usado com o console (usando o protocolo sem fio Xbox) ou um telefone (usando Bluetooth).
A revisão inicial do controle sem fio Xbox One (Modelo 1537) também incluía uma tomada monaural de 2,5 mm compatível com fones de ouvido de telefone celular padrão. A Microsoft incluiu o Xbox One Chat Headset com cada console a partir do lançamento em 2013; o fone de ouvido estava permanentemente conectado a um módulo de interface que se encaixava na ranhura de expansão do controle e fornecia controles de volume e silenciamento do microfone. Além disso, a Microsoft lançou o Xbox One Stereo Headset no início de março de 2014, incluído com um Stereo Headset Adapter, que permitia aos jogadores ouvir o áudio do jogo misturado com o bate-papo simultaneamente. O Adaptador se conectava à porta de expansão do controle e à entrada do fone de ouvido, e o Fone de ouvido se conectava ao Adaptador através de uma ficha de 3,5 mm. Fones de ouvido lançados anteriormente com o Xbox e Xbox 360 estavam limitados ao bate-papo por voz apenas. Uma edição especial branca foi lançada no outono de 2016. A próxima revisão do controle (Modelo 1697) substituiu a tomada de 2,5 mm por uma tomada de 3,5 mm.
Um novo Xbox Wireless Headset foi lançado em fevereiro de 2021, direcionado para uso no Xbox One, Xbox Series X/S e computadores com Windows. A superfície externa de cada concha auricular é um controle rotativo; a concha auricular direita controla o volume geral, enquanto a concha auricular esquerda controla o nível de mixagem jogo/bate-papo. Ele é equipado com rádios proprietários Xbox Wireless e Bluetooth, podendo ser conectado a ambos simultaneamente. Um Xbox Stereo Headset correspondente, que omite as conexões sem fio em favor de uma tomada padrão de 3,5 mm e também não inclui o controle de mixagem jogo/bate-papo, foi lançado em agosto de 2021 com um preço reduzido.

### Controladores
Lançado em 2001, o controle do Xbox foi o primeiro controlador feito para o Xbox original. O controle do Xbox apresenta dois joysticks analógicos, um direcional sensível à pressão, dois gatilhos analógicos, um botão Voltar, um botão Iniciar, duas entradas para acessórios e seis botões de ação analógicos de 8 bits (A/Verde, B/Vermelho, X/Azul, Y/Amarelo, e os botões Preto e Branco). O controle original do Xbox (apelidado de "Gordo" e mais tarde "Duke") foi o controle inicialmente incluído nos sistemas Xbox para todos os territórios, exceto o Japão, que recebeu um controle mais compacto chamado Controller S. O Controller S foi posteriormente definido como o controle padrão incluído em todos os territórios.

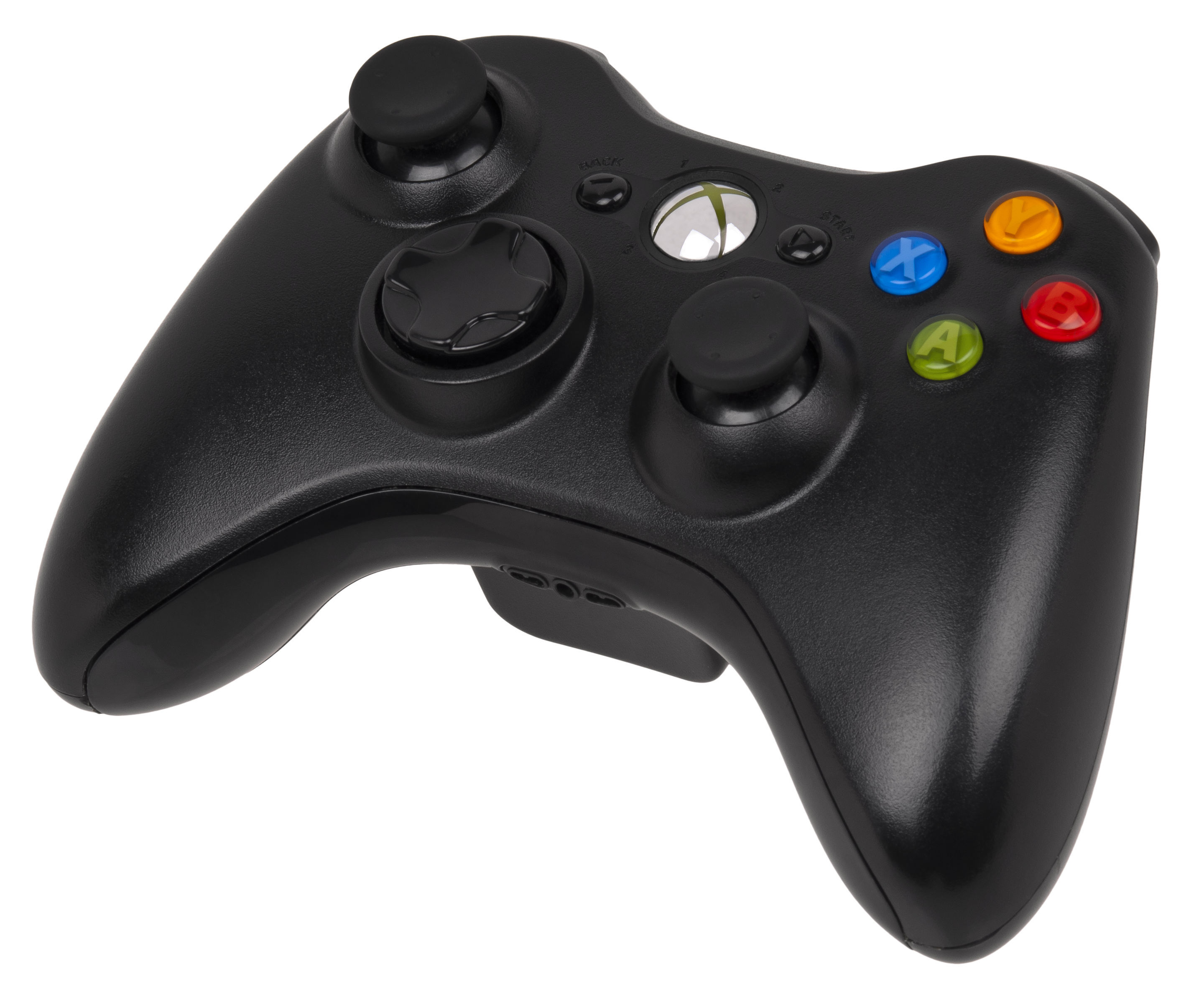
Controle Xbox 360 S

Lançado em 2005, o controle do Xbox 360 para o Xbox 360 sucedeu seu antecessor. Um controle padrão do Xbox 360 apresenta onze botões digitais, dois gatilhos analógicos, dois joysticks analógicos e um direcional digital. A face direita do controle apresenta quatro botões digitais de ação; um botão "A" verde, botão "B" vermelho, botão "X" azul e botão "Y" amarelo. O canto inferior direito abriga o joystick analógico direito, no canto inferior esquerdo está o direcional digital e na face esquerda está o joystick analógico esquerdo. Ambos os joysticks analógicos também podem ser pressionados para ativar um botão digital abaixo. No centro da face do controle estão os botões digitais "Start", "Back" e "Guide". O botão "Guide" é rotulado com o logotipo do Xbox e é usado para ligar o console/controle e acessar o menu do guia. Ele também é cercado pelo "anel de luz", que indica o número do controle, pisca ao conectar e fornece notificações. Os "ombros" esquerdo e direito apresentam cada um um botão digital de ombro, ou "bumper", e um gatilho analógico.

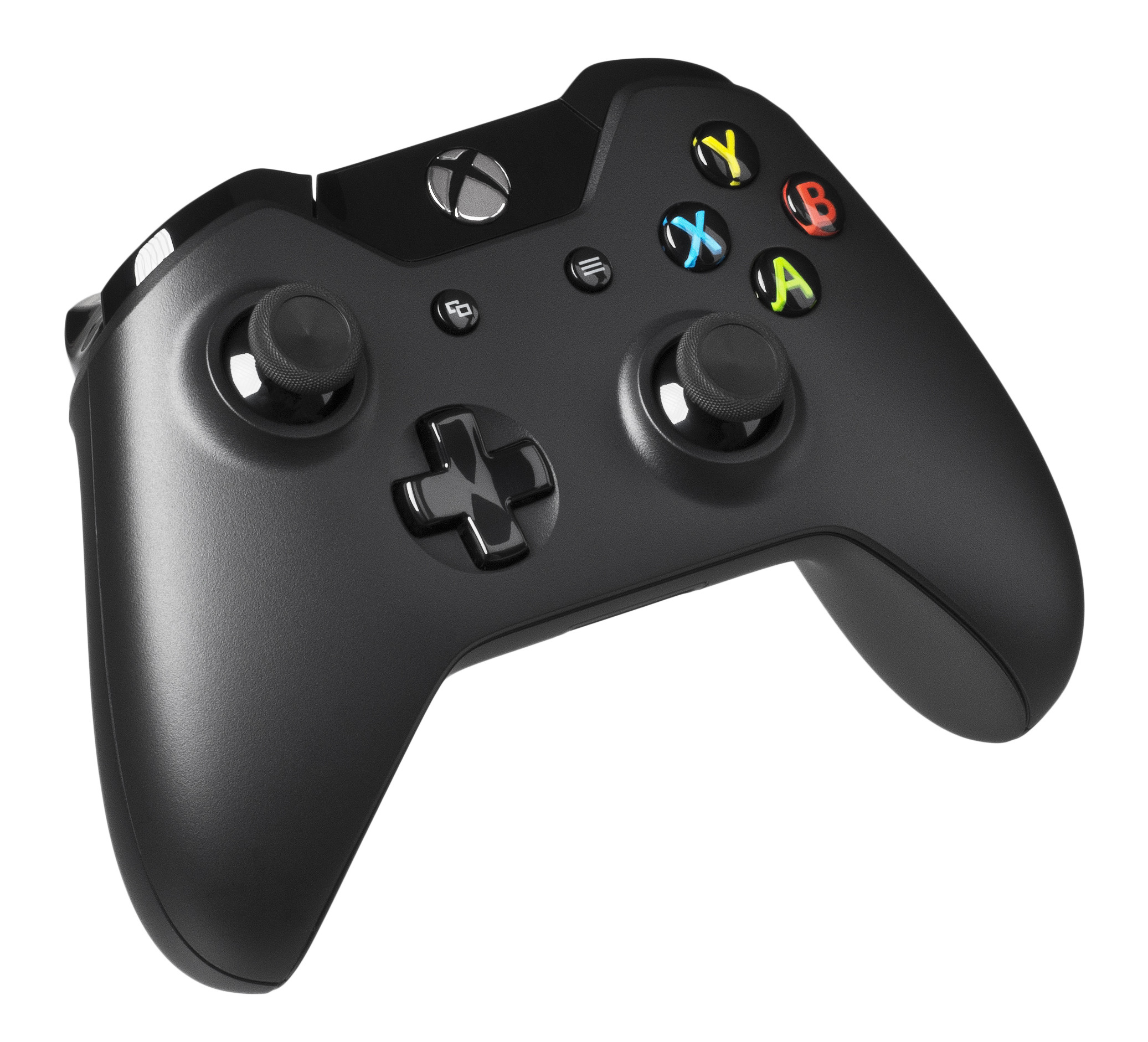
Controle Xbox One

O console Xbox One possui um controle revisado com quarenta melhorias em relação ao controle do 360. Este novo controle foi projetado para funcionar com o Kinect. Os botões Iniciar e Voltar foram substituídos pelos botões Menu e Exibir. Possui gatilhos de impulso que substituem os gatilhos regulares. O botão Xbox ainda traz o mini-guia nas versões recentes do painel, embora em iterações anteriores ele trouxesse o menu principal do painel, deixando o jogo ininterrupto.

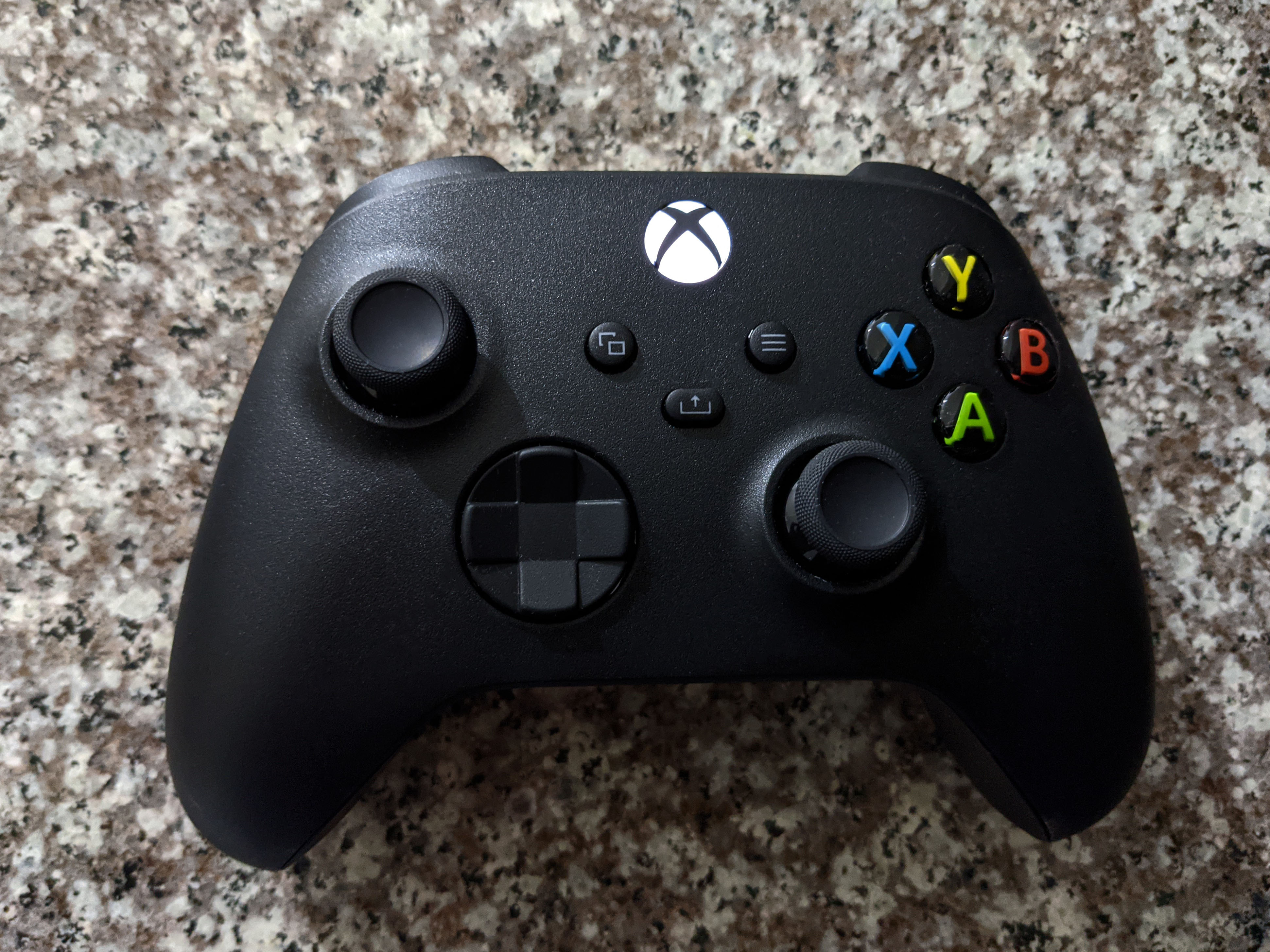
Controle Xbox Series X

O controle Xbox da quarta geração não muda muito em relação ao controle do Xbox One, mas o novo Controle Xbox sem fio adiciona um botão de captura e compartilhamento, um direcional híbrido, e uma melhor aderência nos botões de ombro e gatilhos. O controle também promete ser compatível com certos PCs e dispositivos móveis.

### Controle Xbox Adaptive

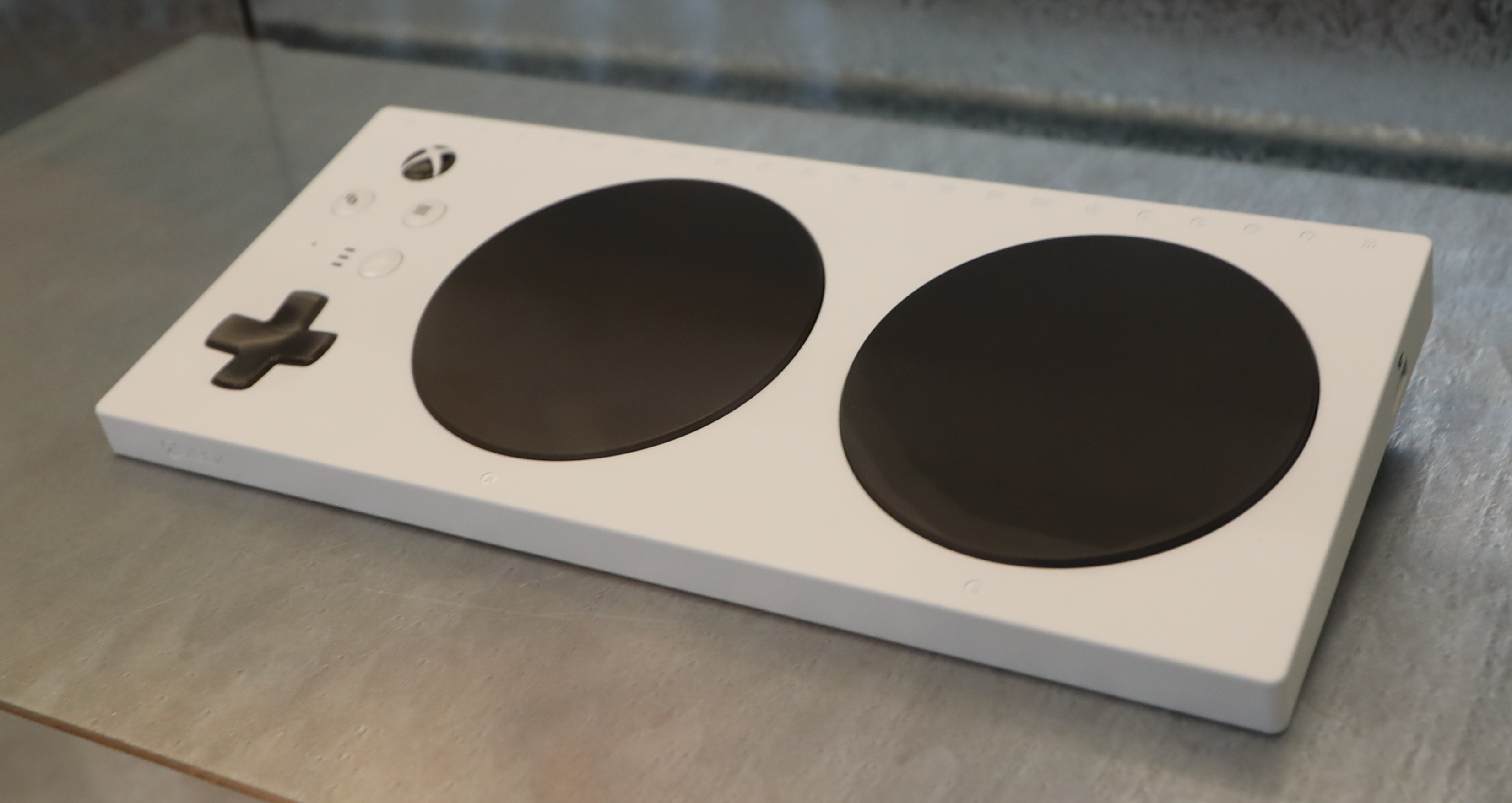
Controle Xbox Adaptive

O Controle Xbox Adaptive é um controle especial projetado para recursos de acessibilidade para jogadores. Além de ser fisicamente maior do que os controles típicos, inclui portas adicionais para permitir que outros dispositivos sejam conectados e mapeados para outras funções do controle. O controle não se limita apenas às plataformas Xbox e Windows, mas também é compatível com o PlayStation e o Nintendo Switch.

## Consoles

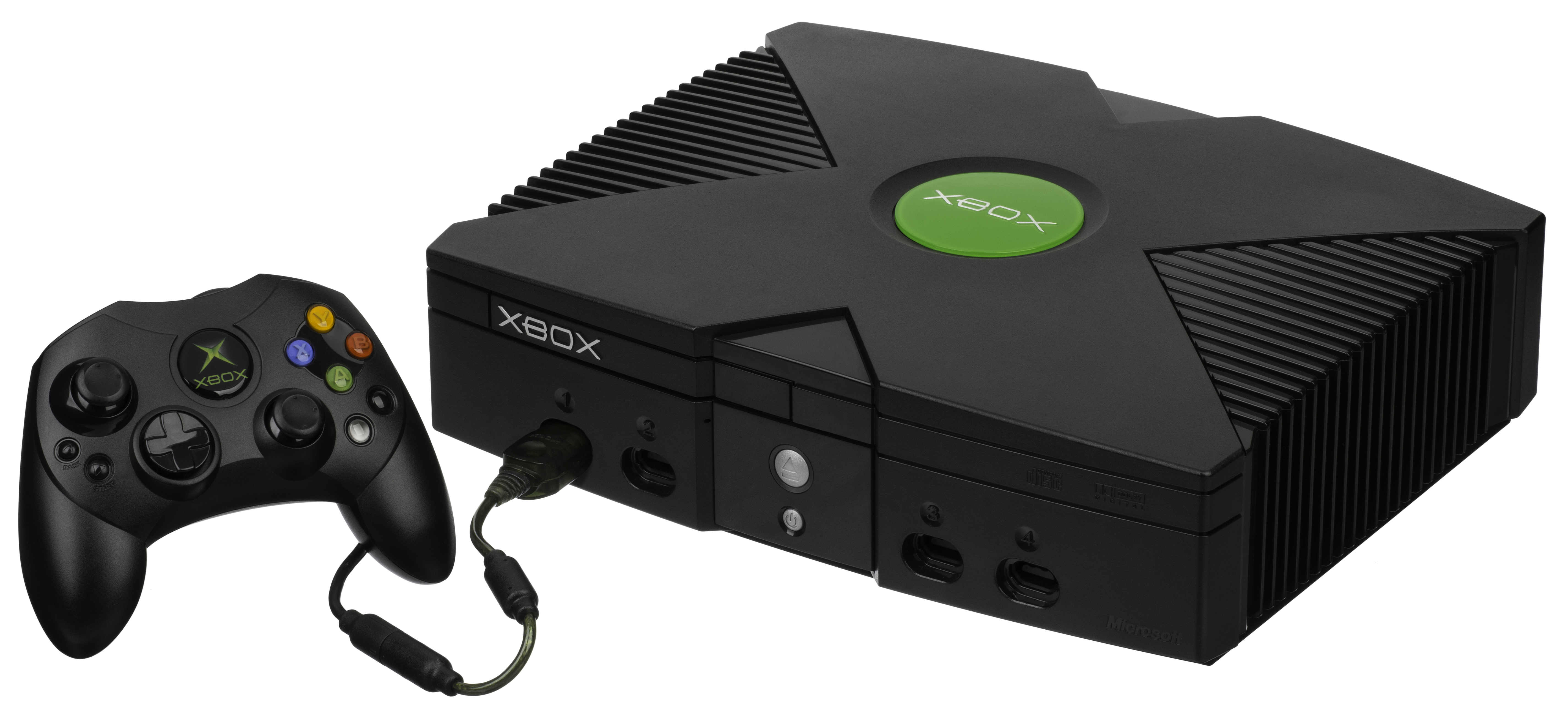
Console Xbox com "Controller S"

O Xbox original foi lançado em 15 de novembro de 2001, na América do Norte, em 22 de fevereiro de 2002, no Japão, e em 14 de março de 2002, na Austrália e na Europa. Foi a primeira incursão da Microsoft no mercado de consoles de jogos. Como parte da sexta geração de consoles de videogame, o Xbox competiu com o PlayStation 2 da Sony, o Dreamcast da Sega (que interrompeu as vendas nos Estados Unidos antes do lançamento do Xbox) e o GameCube da Nintendo. O Xbox foi construído em torno de um processador Intel Pentium III de 733 MHz de 32 bits e uma GPU NV2A baseada na Nvidia GeForce 3 de 233 MHz, com 64 MB de memória. O Xbox foi o primeiro console oferecido por uma empresa americana desde que o Atari Jaguar parou as vendas em 1996. O nome Xbox foi derivado de uma contração de DirectX Box, uma referência à API de gráficos da Microsoft, DirectX.
O serviço integrado Xbox Live lançado em novembro de 2002 permitiu que os jogadores jogassem online com uma conexão banda larga. Inicialmente competiu com o serviço online do Dreamcast, mas posteriormente competiu principalmente com o serviço online do PlayStation 2. Embora os dois serviços concorrentes fossem gratuitos, enquanto o Xbox Live exigia uma assinatura - além de uma conexão apenas por banda larga, que ainda não estava completamente adotada - o Xbox Live foi um sucesso devido aos seus melhores servidores, recursos como uma lista de amigos e títulos marcantes como Halo 2 (lançado em novembro de 2004), que se tornou o jogo de vídeo mais vendido para o Xbox e foi de longe o jogo online mais popular para o sistema Xbox original.

### Segunda geração: Xbox 360

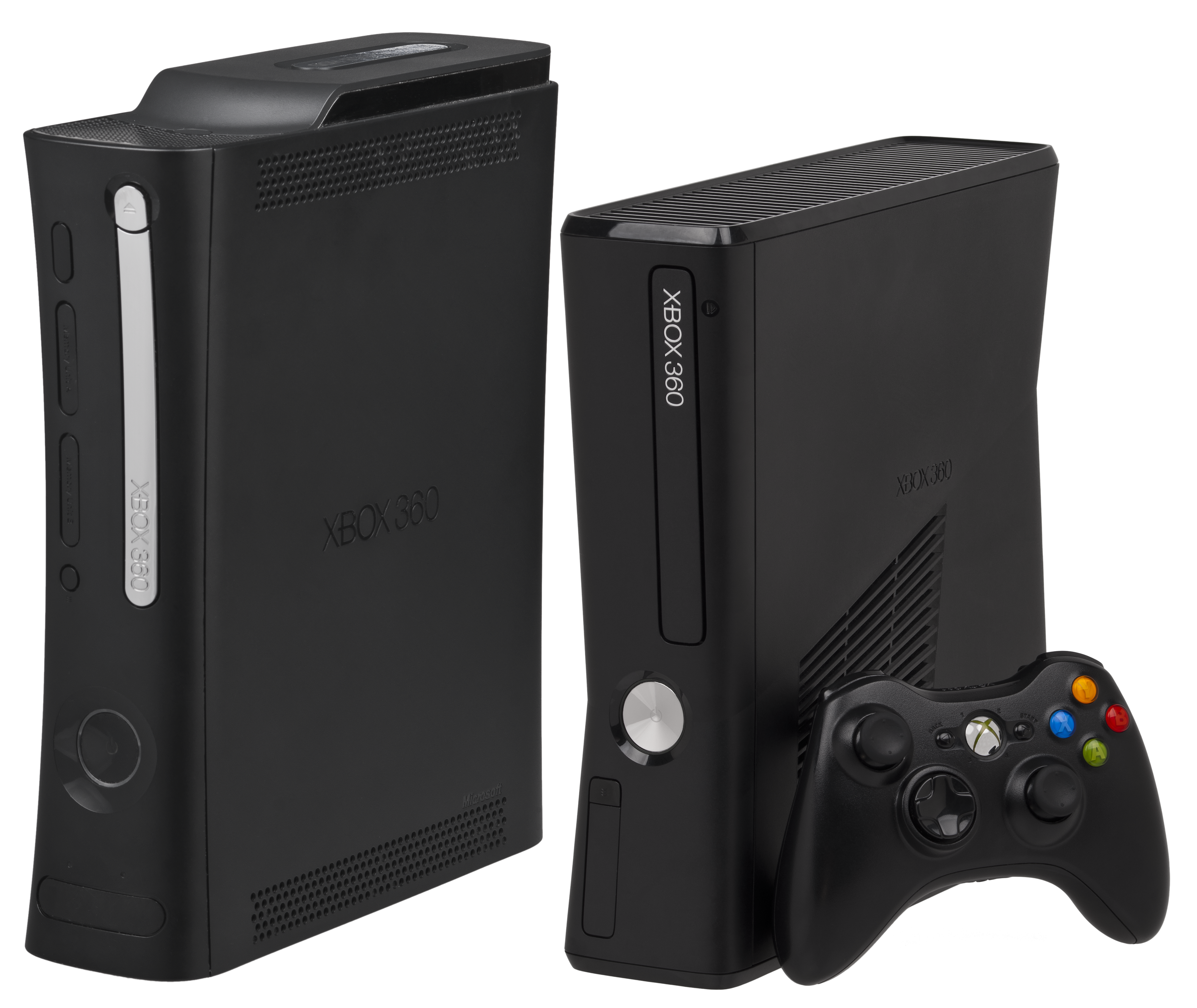
Esquerda: Xbox 360 Elite
Direita: Xbox 360 S e controle no novo estilo

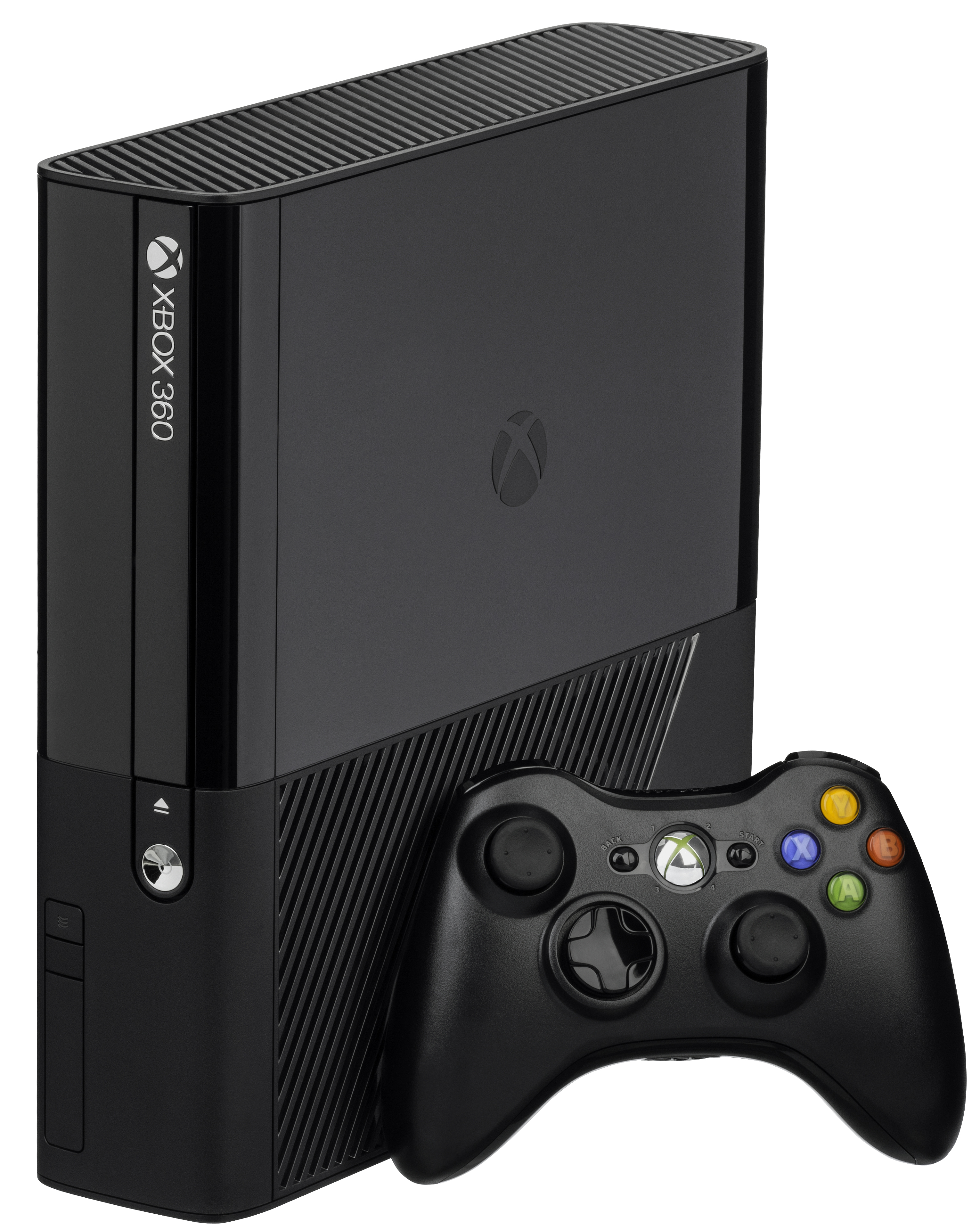
Modelo Xbox 360 E com controle

O Xbox 360 foi lançado como sucessor do Xbox original em novembro de 2005, competindo com o PlayStation 3 da Sony e o Wii da Nintendo, fazendo parte da sétima geração de consoles de videogame. Ele apresentava um design de processador personalizado de 64 bits e triplo núcleo baseado em PowerPC desenvolvido pela IBM, com 512 MB de memória RAM. Até junho de 2014, foram vendidos mundialmente 84 milhões de consoles Xbox 360. O Xbox 360 foi oficialmente revelado na MTV em 12 de maio de 2005, com informações detalhadas sobre o lançamento e os jogos divulgadas posteriormente na Electronic Entertainment Expo (E3). O console esgotou completamente ao ser lançado em todas as regiões, exceto no Japão. Várias configurações de varejo do modelo básico do Xbox 360 foram oferecidas ao longo de sua vida útil, variando a quantidade de RAM e armazenamento interno oferecidos.
O Xbox 360 apresentou um serviço Xbox Live expandido (que agora incluía um nível "Free" limitado chamado Silver), a capacidade de transmitir conteúdo multimídia de PCs, enquanto atualizações posteriores adicionaram a capacidade de comprar e transmitir músicas, programas de televisão e filmes pelos serviços Xbox Music e Xbox Video, juntamente com o acesso a serviços de conteúdo de terceiros por meio de aplicativos de streaming de mídia de terceiros. A Microsoft também lançou o Kinect, um sistema de controle de movimento para o Xbox 360 que utiliza um sistema avançado de sensores.
Duas revisões principais do Xbox 360 foram lançadas após o lançamento inicial. O Xbox 360 S (geralmente considerado como "Slim"), lançado em 2010, apresentava o mesmo hardware central, mas com um fator de forma redesenhado e mais fino, com um disco rígido de 250 GB de tamanho menor. Ele também adicionou Wi-Fi integrado 802.11 b/g/n, saída de áudio óptica TOSLINK S/PDIF, cinco portas USB 2.0 (em comparação com as três das versões mais antigas) e uma porta especial projetada para o periférico Kinect. O Xbox 360 S substituiu a unidade básica do Xbox 360, que foi descontinuada, e foi vendido pelo mesmo preço. Uma unidade mais barata do Xbox 360 S, removendo o disco de 250 GB e adicionando 4 GB de armazenamento interno, foi lançada mais tarde em 2010; a unidade permitia que os usuários conectassem uma solução de armazenamento externo ou comprassem um complemento interno de 250 GB.
A segunda grande revisão do Xbox 360 foi o Xbox 360 E, lançado em 2013. Ele apresentava um estilo de caixa semelhante ao próximo Xbox One, e eliminou uma porta USB e as conexões S/PDIF, componente YPbPr e S-vídeo, mas compartilhava as mesmas especificações do Xbox 360 S.

### Terceira geração: Xbox One

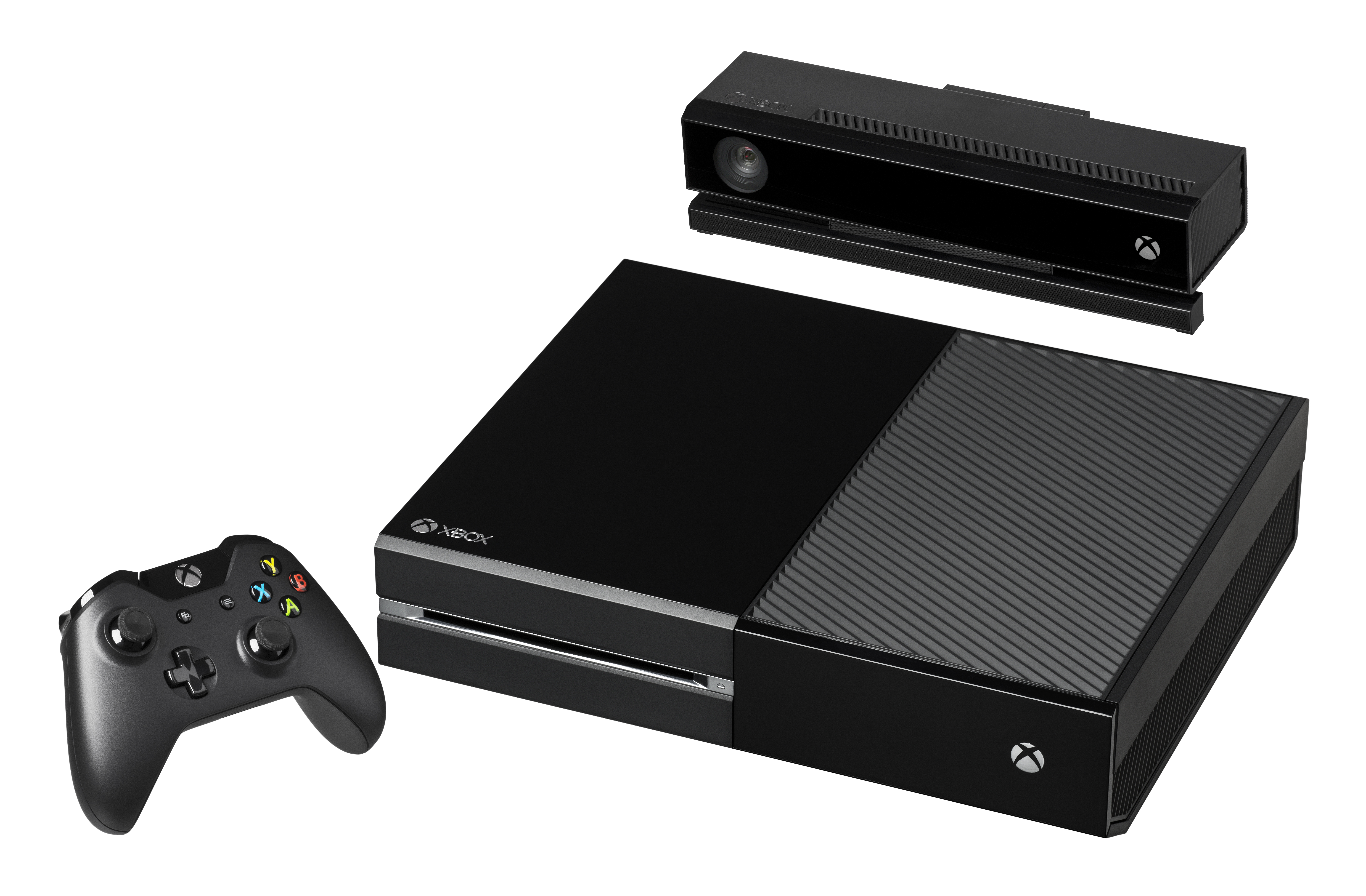
O Xbox One com o Kinect e controle redesenhados

O Xbox One foi lançado em 22 de novembro de 2013, na América do Norte, como sucessor do Xbox 360. O Xbox One compete com o PlayStation 4 da Sony e o Wii U e Switch da Nintendo como parte da oitava geração de consoles de videogame. Ele apresenta uma Unidade de Processamento Acelerado (APU) da AMD construída em torno do conjunto de instruções de 64 bits x86-64 e pode ter até 12 GB de memória.
Anunciado em 21 de maio de 2013, o Xbox One tem ênfase em recursos baseados na internet, incluindo a capacidade de gravar e transmitir jogabilidade, e a capacidade de se integrar a um set-top box para assistir TV a cabo ou via satélite por meio do console com uma interface de guia aprimorada e controle por voz baseado no Kinect.
Após sua revelação, o Xbox One gerou controvérsias devido às suas práticas originais de gestão de direitos digitais e privacidade; embora a Microsoft tenha destacado a capacidade dos usuários acessarem sua biblioteca de jogos (independentemente de terem sido adquiridos fisicamente ou digitalmente) em qualquer console Xbox One sem precisar dos discos, e a capacidade de compartilhar toda a biblioteca com 10 membros "familiares" designados, todos os jogos teriam que estar vinculados à conta Xbox Live do usuário e ao seu console Xbox One, e o console seria obrigado a se conectar à internet periodicamente (pelo menos uma vez a cada 24 horas) para sincronizar a biblioteca, ou então o console não conseguiria jogar nenhum jogo. Após uma resposta esmagadoramente negativa de críticos e consumidores (que também expressaram preocupações de que o sistema poderia impedir ou dificultar a revenda de jogos usados), a Microsoft anunciou que essas restrições seriam removidas. Na E3 2017, a Microsoft revelou o Xbox One X, um modelo de alta qualidade com hardware aprimorado projetado para facilitar a reprodução de jogos em resolução 4K.
Desde novembro de 2014, a Microsoft afirmou que não divulgará os números de vendas da linha Xbox One. O chefe do Xbox, Phil Spencer, afirmou que, embora rastreiem internamente os números de vendas, não desejam que seus desenvolvedores foquem nesses números para não afetar seus produtos e, portanto, optaram por não relatar mais as vendas de hardware do Xbox. Em julho de 2023, a Microsoft revelou que a linha Xbox One vendeu mais de 58 milhões de unidades.

### Quarta geração: Xbox Series X e Series S

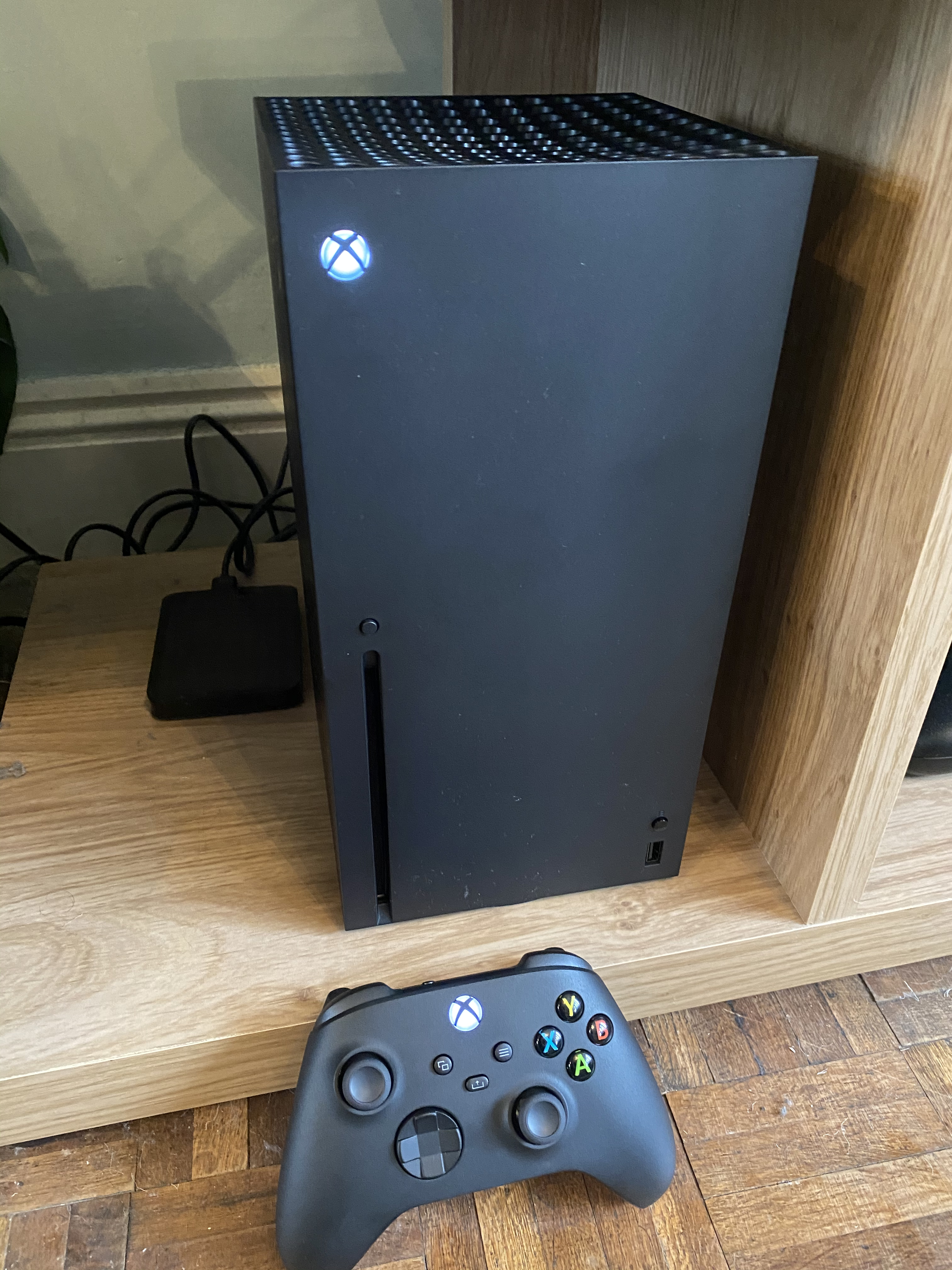
O Xbox Series X e o controle

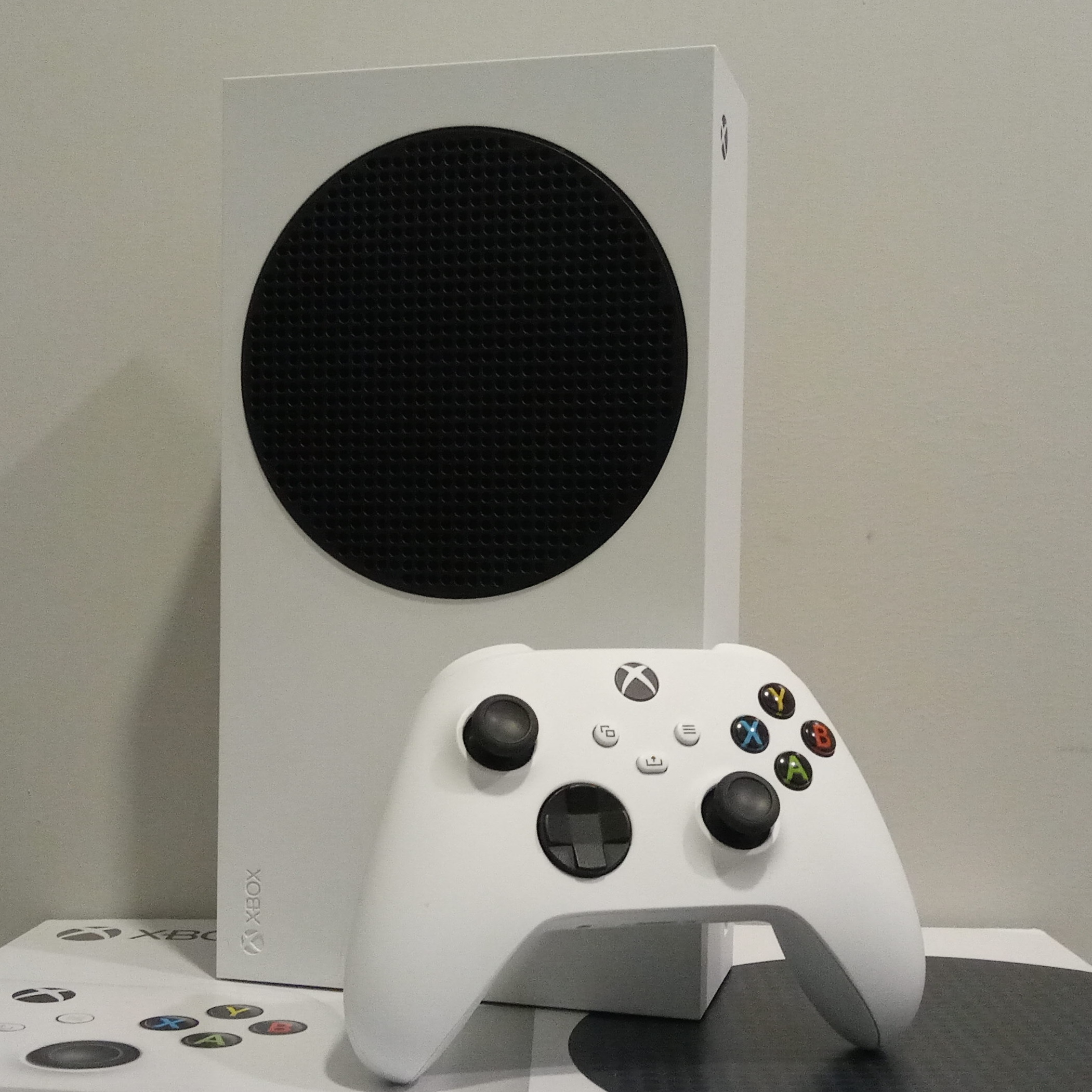
O Xbox Series S e o controle

A quarta geração de modelos Xbox, simplesmente chamada de Xbox,, inclui o Xbox Series X e Xbox Series S, lançados em 10 de novembro de 2020. Ambos são considerados membros da nona geração de consoles de videogame ao lado do PlayStation 5, também lançado naquele mês. Assim como o Xbox One, os consoles utilizam uma CPU e GPU AMD de 64 bits x86-64 com até 16 GB de memória.
O Xbox Series X e Series S são versões de alta e baixa qualidade comparáveis aos modelos Xbox One X e Xbox One S, respectivamente, com todos os jogos projetados para esta família de modelos jogáveis em ambos os sistemas. Estima-se que o Xbox Series X seja quatro vezes mais poderoso que o Xbox One X, com suporte para resolução 8K e renderização de até 120 quadros por segundo, com uma meta nominal de resolução 4K a 60 quadros por segundo. O Xbox Series S é uma unidade apenas digital com menos poder de processamento gráfico, mas ainda pode renderizar a uma resolução nominal de 1440p a 60 quadros por segundo com suporte para aprimoramento para 4K. Ambos os consoles apresentam suporte para novos sistemas de renderização gráfica, incluindo o ray-tracing em tempo real, e a nova Arquitetura Xbox Velocity que trabalha com a unidade SSD interna para maximizar a taxa de streaming de texturas para o processador gráfico, entre outras características. Além dos jogos para esta nova família de consoles, ambos os consoles são totalmente compatíveis com todos os jogos do Xbox One e a maioria do hardware, bem como todos os jogos compatíveis com versões anteriores que eram jogáveis no Xbox One a partir do console Xbox 360 e do Xbox original.
Para auxiliar na transição dos consumidores, a Microsoft introduziu seu sistema Smart Delivery, que a maioria de seus jogos de primeira parte e vários jogos de terceiros utilizarão para oferecer atualizações gratuitas das versões de Xbox One para a versão Xbox Series X/S nos primeiros anos após o lançamento dos consoles.

### Comparação
A tabela a seguir é uma comparação das quatro gerações de hardware do Xbox.
| Geração do Xbox                        | Primeira | Segunda | Terceira | Terceira | Terceira | Quarta                                                                             | Quarta |
|                                        | Xbox | Xbox 360 | Xbox One | Xbox One S | Xbox One X | Xbox Series S                                                                      | Xbox Series X |
| -------------------------------------- | --- | --- | --- | --- | --- | ---------------------------------------------------------------------------------- | --- |
| Console                                | Xbox Original | Xbox 360 | | | |                                                                                    | Series X |
| Preço de lançamento do console         | US$299.99 | US$299.99 | - US$499.99 (com Kinect) - US$399.99 (sem Kinect) | - US$299.99 (Xbox One S) - US$249.99 (Xbox One S All-Digital Edition) | US$499.99 | US$299.99                                                                          | US$499.99 |
| Data de lançamento                     | - AN: 15 de novembro de 2001 - JP: 22 de fevereiro de 2002 - EU: 14 de março de 2002                                                                               | - AN: 22 de novembro de 2005 - EU: 2 de dezembro de 2005 - JP: 10 de dezembro de 2005 - AU: 23 de março de 2006 | 22 de novembro de 2013 | - Xbox One S: 2 de agosto de 2016 - Xbox One S All-Digital Edition: 7 de maio de 2019 | 7 de novembro de 2017 | 10 de novembro de 2020                                                             | 10 de novembro de 2020 |
| Descontinuado                          | - JP: 4 de junho de 2006 - AN: 2 de março de 2009 - EU: 11 de março de 2007                                                                                        | | - Mundial: 2 de agosto de 2016 | - Mundial: 16 de julho de 2020 (Xbox One S All-Digital Edition) - Mundial: T4 2020 (Xbox One S)                                                                                                 | - Mundial: 16 de julho de 2020 | —                                                                                  | — |
| Mídia                                  | CD, DVD | CD, DVD, HD DVD (apenas filmes) com unidade adicional, Drive USB com mídia suportada, Servidores DLNA | CD, DVD, Blu-ray Disc, Drive USB com mídia suportada, Servidores DLNA | CD, DVD, Blu-ray Disc, Disco UHD Blu-ray, Drive USB com mídia suportada, Servidores DLNA | CD, DVD, Blu-ray Disc, Disco UHD Blu-ray, Drive USB com mídia suportada, Servidores DLNA | Drive USB com mídia suportada, Servidores DLNA                                     | CD, DVD, Blu-ray Disc, Disco UHD Blu-ray, Drive USB com mídia suportada, Servidores DLNA |
| Acessórios (varejo)                    | - Xbox Live Starter Kit - Xbox Media Center Extender - DVD Playback Kit - Xbox Music Mixer - Memory Unit (8 MB) - Logitech Wireless Controller (2.4 GHz) - Mais... | - Kinect - Wireless Gaming Receiver - Play & Charge Kit | - Xbox Wireless Controller - Kinect - Controle Remoto de Mídia - Adaptador para Headset Estéreo - Headset Estéreo Oficial - Sintonizador de TV Digital (Apenas UE) - Kit Play and Charge | - Xbox Wireless Controller - Kinect - Controle Remoto de Mídia - Adaptador para Headset Estéreo - Headset Estéreo Oficial - Sintonizador de TV Digital (Apenas UE) - Kit Play and Charge        | - Xbox Wireless Controller - Kinect - Controle Remoto de Mídia - Adaptador para Headset Estéreo - Headset Estéreo Oficial - Sintonizador de TV Digital (Apenas UE) - Kit Play and Charge        | - Xbox Wireless Controller - Bateria Recarregável + Cabo USB-C                     | - Xbox Wireless Controller - Bateria Recarregável + Cabo USB-C |
| CPU                                    | 733 MHz x86 Intel Celeron/Pentium III Custom Hybrid CPU | 3.2 GHz IBM PowerPC tri-core CPU codenamed "Xenon" | 1.75 GHz AMD x86-64 oito núcleos CPU codenamed "Jaguar" | 1.75 GHz AMD x86-64 oito núcleos CPU codenamed "Jaguar" | 2.3 GHz semi-custom AMD x86-64 oito núcleos CPU codinome "Jaguar Enhanced" | 3.6 GHz custom AMD Zen 2 oito núcleos CPU                                          | 3.8 GHz custom AMD Zen 2 oito núcleos CPU |
| GPU                                    | 233 MHz nVidia custom GeForce 3 NV2A DirectX 8.0 baseado em GPU | 500 MHz ATi custom Radeon X1800 DirectX 9.0c baseado em GPU codinome "Xenos" | 853 MHz AMD Radeon HD 7000 series DirectX 11.1, DirectX 12 baseado em GPU codinome "Durango" com 12 unidades de computação                                                               | 914 MHz AMD Radeon HD 7000 series DirectX 11.1, DirectX 12 baseado em GPU codinome "Edmonton" com 12 unidades de computação                                                                     | 1172 MHz AMD GCN DirectX 11.1, DirectX 12 baseado em GPU codinome "Scorpio" com 40 unidades de computação                                                                                       | 1550 MHz AMD Custom RDNA 2 DirectX 12 baseado em GPU com 20 unidades de computação | 1825 MHz AMD Custom RDNA 2 DirectX 12 baseado em GPU com 52 unidades de computação |
| Memória                                | 64 MB DDR SDRAM @ 200 MHz 6.4 GB/s | 512 MB de GDDR3 RAM @ 700 MHz 22.4 GB/s, 10 MB EDRAM de memória de buffer de quadro GPU | 8 GB de DDR3 RAM @ 2133 MHz 68.3 GB/s, 32 MB ESRAM de memória de buffer de quadro GPU | 8 GB de DDR3 RAM @ 2133 MHz 68.3 GB/s, 32 MB ESRAM de memória de buffer de quadro GPU | 12 GB de GDDR5 RAM @ 6.8 GHz 326 GB/s | 10 GB de GDDR6 RAM: 8 GB @ 244 GB/s, 2 GB @ 56 GB/s                                | 16 GB de GDDR6 RAM; 10 GB @ 560 GB/s, 6 GB @ 336 GB/s |
| Portas de E/S de Vídeo                 | - VGA - Componente (YPbPr) - SCART - S-Video | - HDMI 1.1 (em modelos fabricados após agosto de 2007) - VGA - Componente/D-Terminal (YPbPr) - SCART RGB - S-Video - Composto | - HDMI 1.4b de Entrada, Saída | - HDMI 1.4b de Entrada, HDMI 2.0a de Saída | - HDMI 1.4b de Entrada, HDMI 2.0b de Saída | - HDMI 2.1 de Saída                                                                | - HDMI 2.1 de Saída |
| Applications                           | - Windows Live Messenger - Internet Explorer - VideoKinect (Kinect sensor is no longer needed)                                                                     | - Xbox Live - Xbox Store - Microsoft Store - Internet Explorer - Microsoft Edge - Skype | - Xbox Live - Xbox Store - Microsoft Store - Internet Explorer - Microsoft Edge - Skype                                                                                                  | - Xbox Live - Xbox Store - Microsoft Store - Internet Explorer - Microsoft Edge - Skype | - Xbox Live - Xbox Store - Microsoft Store - Internet Explorer - Microsoft Edge - Skype | - Xbox Live - Xbox Store - Microsoft Store - Microsoft Edge - Skype                | - Xbox Live - Xbox Store - Microsoft Store - Microsoft Edge - Skype |
| Compatibilidade com Versões Anteriores | — | 50% da Biblioteca do Xbox | Seleção de jogos Xbox 360 e Xbox | Seleção de jogos Xbox 360 e Xbox | Seleção de jogos Xbox 360 e Xbox | - Todos os Jogos do Xbox One - Seleção de jogos Xbox 360 e Xbox                    | - Todos os Jogos do Xbox One - Seleção de jogos Xbox 360 e Xbox |
| Software do Sistema                    | Xbox Music Mixer DVD Playback Kit, Xbox Linux | | | | |                                                                                    | |
| Recursos do Software do Sistema        | - Reprodução de CD de Áudio - Reprodução de DVD (com o kit de reprodução)                                                                                          | - Reprodução de CD de Áudio - Reprodução de DVD - Reprodução de HD-DVD (com opcional adicional) - Reprodução de arquivos de áudio (AAC não DRM, MP3, WMA) - Reprodução de arquivos de vídeo (MPEG4, WMV, DivX, XviD) - Apresentações de slides de imagens - Conectividade com PCs Windows para mais suporte de codec e reprodução externa (compatível nativamente com Windows XP Media Center Edition e Windows Vista, com Windows XP com utilitário para download) | - Reprodução de CD de Áudio - Reprodução de DVD - Reprodução de Blu-ray - Reprodução de Blu-ray 3D - Suporte de servidor DLNA - Suporte a disco rígido externo                           | - Reprodução de CD de Áudio - Reprodução de DVD - Reprodução de Blu-ray - Reprodução de Blu-ray 3D - Reprodução de Blu-ray UHD - Suporte de servidor DLNA - Suporte a disco rígido externo (HD) | - Reprodução de CD de Áudio - Reprodução de DVD - Reprodução de Blu-ray - Reprodução de Blu-ray 3D - Reprodução de Blu-ray UHD - Suporte de servidor DLNA - Suporte a disco rígido externo (HD) | - Suporte de servidor DLNA - Suporte a disco rígido externo (HD)                   | - Reprodução de CD de Áudio - Reprodução de DVD - Reprodução de Blu-ray - Reprodução de Blu-ray 3D - Reprodução de Blu-ray UHD - Suporte de servidor DLNA - Suporte a disco rígido externo (HD) |
| Programabilidade do Consumidor         | Através de Softmods e/ou modchip; Windows CE 2.x modificado, Linux.                                                                                                | Desenvolvimento no PC com o XNA Game Studio (assinatura de $99/ano, distribuição binária com XNA 1.0 Refresh). | ID@Xbox e aplicativos aprovados na Microsoft Store; aplicativos UWP. | ID@Xbox e aplicativos aprovados na Microsoft Store; aplicativos UWP. | ID@Xbox e aplicativos aprovados na Microsoft Store; aplicativos UWP. | ID@Xbox e aplicativos aprovados na Microsoft Store; aplicativos UWP.               | ID@Xbox e aplicativos aprovados na Microsoft Store; aplicativos UWP. |

## Relações públicas

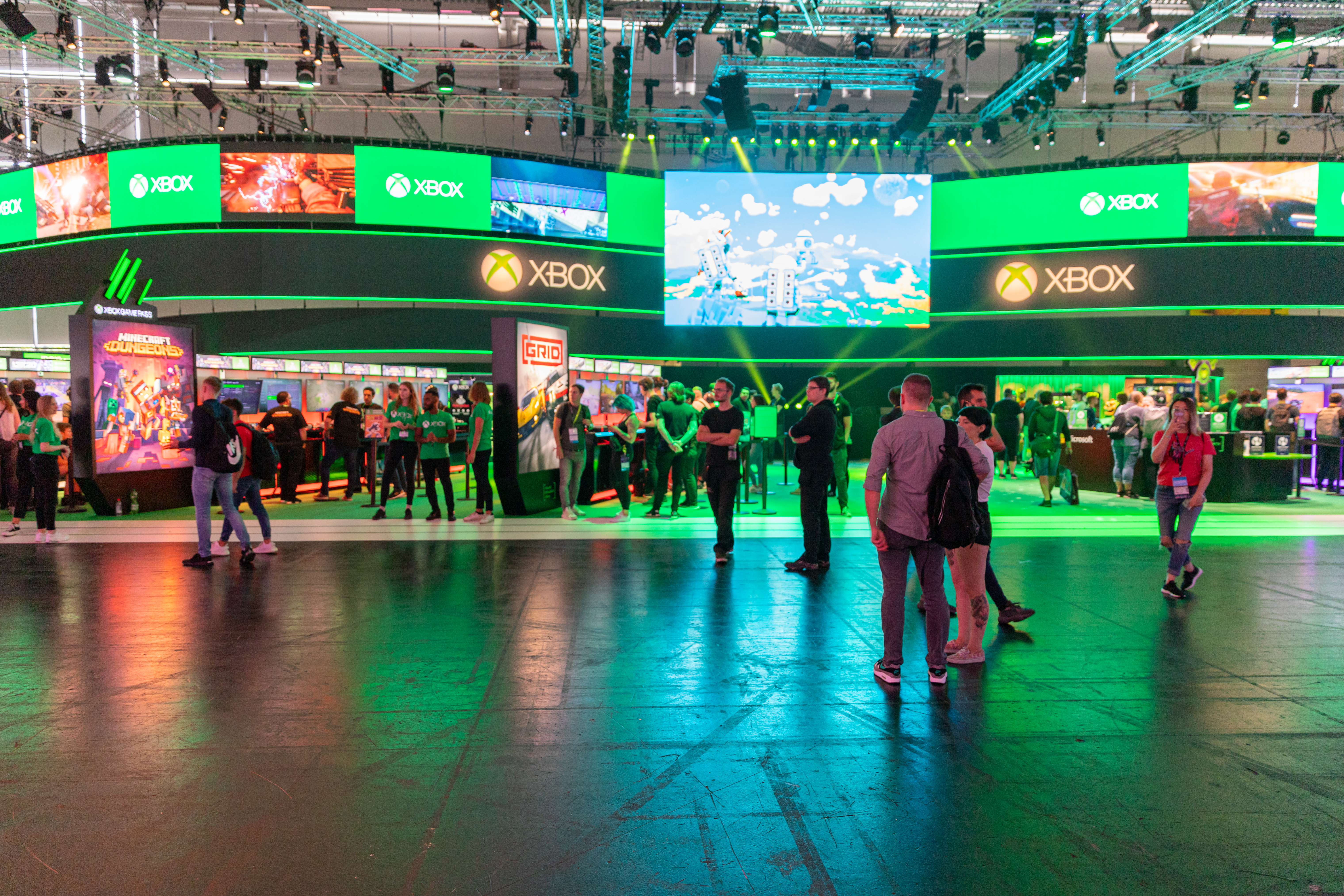
Xbox na Gamescom

### Eventos de jogos e transparência
Em termos de envolvimento internacional, a Microsoft Gaming participa ativamente de exposições de jogos-chave em todo o mundo. A empresa tem sido uma presença notável em eventos como a E3 e o Summer Game Fest nos Estados Unidos, a Gamescom na Alemanha, a Paris Games Week na França, a Tokyo Game Show no Japão e a CCXP no Brasil.
Eles organizam grandes convenções de jogos como a BlizzCon e a QuakeCon, além de outros programas, incluindo Developers Direct, Xbox Partner Preview, Xbox Games Showcase, Inside Xbox e Xbox X0.
Phil Spencer enfatizou que participar de grandes exposições de jogos e manter transparência é essencial para se conectar com parceiros de negócios, fãs, consumidores e várias comunidades de jogos, mostrar suas últimas inovações e interagir com os fãs em escala global. Após o lançamento problemático de Redfall, Phil Spencer, em uma entrevista com o Kinda Funny Games, pediu desculpas aos fãs e se comprometeu a fornecer um cronograma mais robusto para o lançamento de jogos de alta qualidade.

### Críticas e controvérsias

#### Tendências monopolistas
A Microsoft Gaming enfrentou críticas de jornalistas de videogame e observadores da indústria em relação às suas aquisições estratégicas. A decisão da empresa de adquirir grandes editoras de jogos, incluindo a compra significativa da ZeniMax Media e da Activision Blizzard, gerou debates sobre potenciais tendências monopolistas. Críticos argumentam que tais aquisições podem concentrar muito poder dentro da Microsoft, levantando preocupações sobre a competição saudável dentro da indústria de jogos. Vários jornalistas de videogame criticaram a Microsoft Gaming por tentar criar um monopólio ao adquirir duas editoras de jogos significativas. A preocupação gira em torno do impacto potencial na competição de mercado, com céticos temendo que a consolidação de títulos importantes sob um mesmo guarda-chuva possa limitar as escolhas para os jogadores e sufocar a inovação.

#### Má gestão dos estúdios de jogos
Houve controvérsias em torno da má gestão dos estúdios de jogos da Microsoft. Após o lançamento problemático de Halo Infinite e Redfall, críticas começaram a surgir contra a Microsoft por esse problema. Há relatos sobre Everwild e Perfect Dark também estarem em um "desenvolvimento infernal". A maior parte da crítica foi direcionada a Matt Booty, Presidente de Conteúdo de Jogos e Estúdios, por sua gestão passada da divisão Xbox Game Studios.

#### Ambiente de trabalho tóxico
Em 2022, uma investigação da Kotaku lançou luz sobre o ambiente de estúdio da Undead Labs que é assombrado pelo sexismo. O novo líder do estúdio, Philip Holt, que sucedeu Strain, e a então chefe de Recursos Humanos, Anne Schlosser, foram ambos implicados em promover essa cultura problemática. Após uma investigação de recursos humanos da Microsoft, Schlosser foi removida de seu cargo. Apesar de sua saída, o persistente ambiente de trabalho tóxico levou a uma significativa rotatividade de pessoal experiente. A combinação desses problemas, juntamente com a falta de uma direção de design clara, resultou em atrasos substanciais no desenvolvimento de State of Decay 3. Funcionários também apontaram o dedo para a Microsoft por não abordar prontamente relatos de abuso, alegando que a empresa ficou aquém de seus objetivos de diversidade, equidade e inclusão. Também há preocupações sobre se a Microsoft abordará o ambiente de trabalho tóxico na Activision Blizzard após a aquisição. A Microsoft se comprometeu a abordar o ambiente de trabalho tóxico na Activision Blizzard após a aquisição.
Em junho de 2023, a Microsoft e o Communication Workers of America (CWA) anunciaram um acordo de neutralidade trabalhista. Esse acordo permitiu que os funcionários da Activision Blizzard estabelecessem livremente um sindicato, e a Microsoft comprometeu-se a reconhecer e aceitar esse sindicato.
Esses desenvolvimentos destacam os desafios enfrentados pela Microsoft Gaming em relação às críticas e controvérsias. A empresa continua a lidar com questões críticas, como tendências monopolistas, má gestão de estúdios e preocupações com o ambiente de trabalho tóxico, enquanto também busca abordar esses problemas por meio de acordos laborais e compromissos públicos.

## Subsidiárias
A Microsoft Gaming tem uma presença global significativa, com estúdios espalhados pelo mundo. Internacionalmente, a Microsoft detém mais de 40 estúdios. Embora a maioria das atividades de jogos da Microsoft esteja sediada nos Estados Unidos, a empresa expandiu estrategicamente sua presença internacional. Essa abordagem global permite à Microsoft colaborar com talentos diversos e desenvolver uma ampla gama de experiências de jogos para um público global. Além dos Estados Unidos, a Microsoft estabeleceu e adquiriu estúdios em vários países, como Reino Unido, Canadá, Suécia, França, Espanha, México, Alemanha, Polônia, China, Japão, Irlanda, Malta e Austrália, consolidando seu papel como um dos principais players na indústria global de jogos. Apenas no Reino Unido, a Microsoft Gaming possui quatro estúdios de desenvolvimento de videogames e emprega mais de 1.000 pessoas, incluindo Playground Games, Rare, Ninja Theory e King. No Canadá, a Microsoft Gaming possui cinco estúdios de videogames, incluindo The Coalition e Beenox, tornando-se um dos maiores empregadores da indústria de videogames no país, ao lado da Electronic Arts e da Ubisoft.
| Microsoft Gaming | Microsoft Gaming | Microsoft Gaming |
| Xbox Game Studios | ZeniMax Media | Activision Blizzard |
| --- | --- | --- |
| - Compulsion Games - Double Fine - Halo Studios - inXile Entertainment - Mojang Studios - Ninja Theory - Obsidian Entertainment - Playground Games - Rare - The Coalition - Turn 10 Studios - Undead Labs - World's Edge - Xbox Game Studios Publishing | - Arkane Studios - Bethesda Softworks - Bethesda Game Studios - id Software - MachineGames - ZeniMax Online Studios | Activision - Activision Shanghai Studio - Beenox - Demonware - Digital Legends Entertainment - Elsewhere Entertainment - High Moon Studios - Infinity Ward - Radical Entertainment - Raven Software - Sledgehammer Games - Solid State Studios - Treyarch Blizzard Entertainment - Blizzard Albany - Proletariat King Major League Gaming Activision Blizzard Studios |

#### Xbox Game Studios
Compulsion Games
A Compulsion Games é uma desenvolvedora de jogos canadense conhecida por títulos como "Contrast" e "We Happy Few". A empresa foi fundada em 2009 e se destaca por criar experiências narrativas e atmosféricas únicas. "We Happy Few" é seu título mais reconhecido, ambientado em uma Inglaterra alternativa dos anos 1960, focando em uma sociedade distópica e surreal.
Double Fine Productions
Double Fine Productions é um estúdio de desenvolvimento de jogos fundado por Tim Schafer em 2000. É conhecido por criar jogos com narrativas criativas e humor distintivo. Alguns de seus jogos mais famosos incluem "Psychonauts", "Brütal Legend" e "Broken Age". A Double Fine também é conhecida por seu envolvimento em projetos de crowdfunding, como o caso de "Broken Age", que foi financiado através do Kickstarter. Em 2019, a Double Fine foi adquirida pela Xbox Game Studios, mas continua a operar de forma independente.
Halo Studios
A Halo Studios é uma desenvolvedora de jogos eletrônicos, conhecida principalmente por seu trabalho na série Halo, da Microsoft. A empresa foi fundada em 2007 e assumiu a responsabilidade pela franquia Halo após a Bungie se separar da Microsoft. A 343 Industries continua a expandir o universo de Halo com novos jogos, como Halo 4, Halo 5: Guardians e Halo Infinite.
Inxile Entertainment
Inxile Entertainment é um estúdio de desenvolvimento de jogos fundado por Brian Fargo em 2002. A empresa é conhecida por criar RPGs de alta qualidade, muitas vezes voltados para o estilo clássico de jogos de role-playing. Alguns de seus títulos mais conhecidos incluem "Wasteland 2", uma sequência do clássico "Wasteland", e "Torment: Tides of Numenera", baseado no universo do RPG de mesa "Numenera". Em 2018, a Inxile foi adquirida pela Microsoft Studios (agora Xbox Game Studios), continuando a desenvolver jogos para uma ampla audiência.
Mojang Studios
Mojang Studios é uma desenvolvedora de jogos sueca conhecida principalmente por criar "Minecraft", um dos jogos mais populares de todos os tempos. Fundada em 2009 por Markus Persson, também conhecido como "Notch", a Mojang rapidamente ganhou fama pelo sucesso massivo de Minecraft, um jogo de construção e sobrevivência que permite aos jogadores explorar mundos infinitos e criar suas próprias experiências. Em 2014, a Mojang foi adquirida pela Microsoft, mas continua a operar de forma independente, expandindo o universo de Minecraft e lançando novos projetos, como "Minecraft Dungeons".
Ninja Theory
Ninja Theory é um estúdio britânico de desenvolvimento de jogos conhecido por seus jogos de ação e narrativa envolvente. Fundado em 2004, o estúdio ganhou destaque com títulos como "Heavenly Sword" (para PlayStation 3), "Enslaved: Odyssey to the West" e "DmC: Devil May Cry". Em 2018, a Ninja Theory foi adquirida pela Microsoft Studios (agora Xbox Game Studios), ampliando sua capacidade de desenvolvimento e recursos para futuros projetos. O estúdio continua a focar em criar experiências emocionantes e inovadoras para os jogadores.
Obsidian Entertainment
Obsidian Entertainment é um renomado estúdio de desenvolvimento de jogos sediado na Califórnia, EUA. Fundado em 2003 por membros da Black Isle Studios, conhecida por clássicos como "Fallout" e "Planescape: Torment", a Obsidian se destacou na criação de RPGs profundos e imersivos. Alguns de seus títulos mais notáveis incluem "Star Wars: Knights of the Old Republic II", "Fallout: New Vegas", "Pillars of Eternity", "The Outer Worlds", "Grounded" e "Avowed" . Em 2018, a Obsidian foi adquirida pela Microsoft Studios (agora Xbox Game Studios), o que permitiu ao estúdio continuar a desenvolver jogos aclamados enquanto aproveita os recursos adicionais da plataforma Xbox.
Playground Games
Playground Games é um estúdio britânico de desenvolvimento de jogos conhecido principalmente pela série "Forza Horizon". Fundado em 2010, o estúdio se tornou parte da Microsoft Studios (agora Xbox Game Studios) em 2018. Além dos jogos da série "Forza Horizon", conhecidos por seu mundo aberto e gameplay de corrida arcade, Playground Games está atualmente trabalhando no desenvolvimento de "Fable", um aguardado RPG de ação e aventura que marca a entrada do estúdio em um gênero diferente do seu usual.
Rare
A Rare é um estúdio britânico de desenvolvimento de jogos com uma história rica e influente na indústria. Fundado em 1985, inicialmente como Ultimate Play the Game, o estúdio eventualmente se tornou Rare. É conhecido por criar alguns dos jogos mais icônicos da história dos videogames, como "Battletoads", "Banjo-Kazooie", "Perfect Dark" e "Donkey Kong Country".
A Rare também é famosa por sua colaboração com a Nintendo nos anos 90, produzindo jogos para consoles como o Nintendo 64. Em 2002, a Rare foi adquirida pela Microsoft e se tornou parte da Xbox Game Studios. Desde então, o estúdio continuou a desenvolver jogos notáveis, como "Viva Piñata", "Kinect Sports" e mais recentemente, "Sea of Thieves", um jogo de mundo aberto focado em pirataria que se tornou um sucesso significativo.
The Coalition
The Coalition é um estúdio de desenvolvimento de jogos canadense conhecido por seu trabalho na série "Gears of War", publicada pela Microsoft Studios. Anteriormente conhecido como Black Tusk Studios, o estúdio foi renomeado para The Coalition em 2015 para refletir seu foco exclusivo na franquia "Gears of War". Desde então, eles lançaram "Gears of War 4" em 2016 e "Gears 5" em 2019, expandindo o universo e a jogabilidade da série com novos recursos e uma narrativa contínua.
The Initiative
The Initiative é um estúdio de desenvolvimento de jogos da Microsoft Studios baseado nos Estados Unidos. Fundado em 2018, o estúdio foi criado com o objetivo de desenvolver novos e ambiciosos projetos para a Xbox Game Studios. Embora ainda não tenha lançado nenhum jogo até o momento, The Initiative tem gerado expectativas significativas na comunidade de jogos devido ao talento de sua equipe, composta por veteranos da indústria que trabalharam em grandes títulos. o estúdio foi de fechado em Julho de 2025 durante uma onda de demissão que ocorreu na Microsoft Gaming.
Turn 10 Studios
Turn 10 Studios é um estúdio de desenvolvimento de jogos sediado em Redmond, Washington, e é conhecido por ser o criador da aclamada série de simuladores de corrida "Forza Motorsport". Fundado em 2001, o estúdio é parte integrante da Xbox Game Studios, da Microsoft. Desde sua fundação, Turn 10 Studios tem focado em oferecer experiências autênticas de corrida, com gráficos detalhados, física realista e uma extensa variedade de carros e pistas. A série "Forza Motorsport" é elogiada por sua fidelidade aos detalhes técnicos dos veículos e pelo suporte contínuo através de atualizações e conteúdos adicionais, mantendo uma forte comunidade de jogadores.
Undead Labs
Undead Labs é um estúdio de desenvolvimento de jogos sediado em Seattle, Washington, conhecido por criar jogos de sobrevivência com elementos de zumbis. Fundado em 2009, o estúdio ganhou reconhecimento com seu título de estreia, "State of Decay", lançado em 2013. "State of Decay" combina elementos de exploração, gestão de recursos e combate contra zumbis em um mundo aberto dinâmico.
Em 2018, a Undead Labs lançou "State of Decay 2", uma sequência que expandiu e refinou os conceitos introduzidos no primeiro jogo, incluindo cooperação multiplayer e uma experiência mais robusta de construção de comunidade. O estúdio é conhecido por sua abordagem em criar jogos que enfatizam a sobrevivência e a tomada de decisões estratégicas, enquanto enfrentam ameaças constantes em um ambiente pós-apocalíptico.
World's Edge
World's Edge é um estúdio de desenvolvimento de jogos pertencente à Xbox Game Studios, focado na gestão e suporte de jogos de estratégia em tempo real. O estúdio foi criado para gerenciar franquias como "Age of Empires", uma série icônica de jogos de estratégia histórica. Desde sua fundação, World's Edge tem trabalhado em colaboração com outros estúdios para desenvolver novos títulos da série "Age of Empires", como "Age of Empires IV", e também para dar suporte contínuo aos jogos existentes na franquia.

#### Zenimax Studios
Zenimax Media
Fundada em 1999, a ZeniMax Media era uma grande holding americana de videogames que foi adquirida pela Microsoft em 2021, tornando-se parte do Xbox Game Studios. Antes da aquisição, a ZeniMax Media era a empresa-mãe de uma lista proeminente de desenvolvedores e editoras, incluindo a Bethesda Softworks e todos os seus estúdios subsidiários como Bethesda Game Studios, id Software, Arkane Studios, MachineGames e ZeniMax Online Studios. Seu portfólio abrangia algumas das franquias mais aclamadas e vendidas na indústria de jogos, como The Elder Scrolls, Fallout, Doom, Quake, Wolfenstein, Dishonored e Prey.
Bethesda Softworks
Funcionando tanto como editora quanto como desenvolvedora (embora o desenvolvimento principal de suas maiores franquias seja feito pela Bethesda Game Studios), a Bethesda Softworks LLC é uma subsidiária da ZeniMax Media desde 1999. Como editora, ela é responsável por trazer ao mercado os títulos desenvolvidos pelos diversos estúdios da ZeniMax, além de alguns títulos de terceiros. A Bethesda Softworks é conhecida por publicar RPGs expansivos e jogos de ação imersivos, gerenciando o lançamento e marketing de franquias icônicas como The Elder Scrolls, Fallout, Starfield, Doom, Wolfenstein e Dishonored, consolidando uma reputação de experiências de jogo profundas e envolventes.
Bethesda Game Studios
Reconhecida mundialmente por seus ambiciosos RPGs de mundo aberto, a Bethesda Game Studios (BGS) é o estúdio de desenvolvimento interno da Bethesda Softworks, fundado em 2001. A BGS é a principal força criativa por trás das aclamadas séries The Elder Scrolls e Fallout pós-aquisição da franquia pela Bethesda. Jogos como The Elder Scrolls IV: Oblivion, The Elder Scrolls V: Skyrim, Fallout 3, Fallout 4 e o mais recente Starfield são marcas registradas do estúdio, caracterizados por vastos mundos exploráveis, narrativas complexas e grande liberdade para o jogador. O estúdio possui múltiplas localizações, incluindo Maryland, Montreal, Austin e Dallas.
MachineGames
Fundada em 2009 em Uppsala, Suécia, por ex-membros da Starbreeze Studios, a MachineGames foi adquirida pela ZeniMax Media em 2010. O estúdio ganhou aclamação crítica e popular por revitalizar a icônica franquia de tiro em primeira pessoa Wolfenstein, começando com Wolfenstein: The New Order (2014) e suas sequências, como Wolfenstein II: The New Colossus. Conhecida por sua narrativa cinematográfica envolvente, desenvolvimento de personagens profundos e jogabilidade de tiro visceral, a MachineGames também está desenvolvendo um jogo baseado na franquia Indiana Jones, demonstrando sua capacidade de trabalhar com propriedades intelectuais estabelecidas e amadas.
Arkane Studios
Com estúdios em Lyon, França, e Austin, Texas, a Arkane Studios, fundada em 1999 e adquirida pela ZeniMax Media em 2010, é celebrada por criar jogos de ação em primeira pessoa com foco em mecânicas de simulação imersiva e design de níveis intrincado, oferecendo aos jogadores múltiplas abordagens para desafios. Seus títulos mais proeminentes incluem a série Dishonored, aclamada por sua liberdade de escolha e poderes sobrenaturais, Prey (2017), um thriller de ficção científica com forte ênfase na exploração e interação ambiental, e Deathloop, um jogo de ação inovador com um ciclo temporal. A Arkane é conhecida por seu estilo artístico distinto e pela criação de mundos detalhados e atmosféricos.
id Software
Considerada uma das pioneiras do gênero de tiro em primeira pessoa (FPS), a id Software foi fundada em 1991 no Texas. O estúdio é responsável pela criação de franquias lendárias que definiram e popularizaram os FPS, incluindo Wolfenstein 3D, Doom e Quake. Conhecida por sua inovação tecnológica, especialmente no desenvolvimento de motores gráficos poderosos que foram licenciados por toda a indústria, a id Software continuou a produzir títulos de alta octanagem como Doom (2016) e Doom Eternal, mantendo sua reputação de jogabilidade rápida, brutal e tecnicamente impressionante. Foi adquirida pela ZeniMax Media em 2009.
ZeniMax Online Studios
Fundado em 2007, o ZeniMax Online Studios (ZOS) é o estúdio de desenvolvimento dentro da ZeniMax Media dedicado à criação e manutenção de experiências de jogos online multijogador massivos (MMOs). Seu principal e mais conhecido projeto é The Elder Scrolls Online (ESO), lançado em 2014. ESO expande o vasto universo da franquia The Elder Scrolls para um ambiente online persistente, permitindo que milhões de jogadores explorem Tamriel juntos. O estúdio continua a dar suporte e expandir ESO com novos conteúdos, capítulos e atualizações, demonstrando sua expertise em desenvolver e gerenciar jogos online de grande escala.
Activision
Fundada em 1979, a Activision foi a primeira desenvolvedora independente de jogos para consoles e se tornou uma das maiores editoras de videogames do mundo. Ao longo de sua história, publicou uma vasta gama de títulos de sucesso, incluindo franquias como Pitfall!, Tony Hawk's Pro Skater, Guitar Hero, e mais notavelmente, a série Call of Duty, que se tornou um fenômeno global e um dos pilares da empresa. Em 2008, a Activision fundiu-se com a Vivendi Games (empresa-mãe da Blizzard Entertainment) para formar a Activision Blizzard. A Activision continua a ser uma força dominante na indústria, publicando alguns dos jogos mais vendidos anualmente, com foco em experiências AAA e jogos como serviço. Em 2023, a Activision Blizzard, incluindo a Activision Publishing, foi adquirida pela Microsoft.
Blizzard Entertainment
Fundada em 1991 como Silicon & Synapse, e posteriormente renomeada para Blizzard Entertainment, este estúdio é reverenciado por criar algumas das franquias mais icônicas e duradouras da história dos videogames, principalmente no PC. Conhecida por seu compromisso com a qualidade e polimento, a Blizzard é a criadora de universos como Warcraft, que gerou o MMORPG de enorme sucesso World of Warcraft; a série de RPG de ação Diablo; e a franquia de estratégia em tempo real de ficção científica StarCraft. Mais recentemente, expandiu seu portfólio com o popular jogo de tiro em equipe Overwatch e o jogo de cartas digital Hearthstone. A Blizzard é famosa por sua forte comunidade de fãs e pelo suporte contínuo aos seus jogos através de expansões e atualizações. Tornou-se parte da Activision Blizzard em 2008 e, subsequentemente, da Microsoft em 2023.
King
Fundada em 2003, a King Digital Entertainment é uma desenvolvedora e editora de jogos predominantemente focada no mercado de jogos móveis e casuais. A empresa alcançou fama mundial com o lançamento de Candy Crush Saga em 2012, que se tornou um fenômeno cultural e um dos jogos móveis mais lucrativos de todos os tempos. A King especializa-se em jogos "Saga" (como Pet Rescue Saga, Farm Heroes Saga e Bubble Witch Saga), caracterizados por mecânicas de quebra-cabeça viciantes, um grande número de níveis e integração social. Em 2016, a King foi adquirida pela Activision Blizzard, continuando a operar como sua subsidiária e mantendo uma presença significativa no lucrativo mercado de jogos móveis.
| Nome                         | Sede                     | Fundado | Adquirido | Lançamentos notáveis                                                                                     |
| ---------------------------- | ------------------------ | ------- | --------- | --- |
| The Coalition                | Vancouver                | 2010    | —         | Gears of War                                                                                             |
| Compulsion Games             | Montreal                 | 2009    | 2018      | Contrast, We Happy Few, South of Midnight                                                                |
| Double Fine                  | São Francisco            | 2000    | 2019      | Psychonauts, Brütal Legend, Broken Age                                                                   |
| Halo Studios                 | Redmond, Washington      | 2007    | —         | Halo |
| The Initiative               | Santa Monica, Califórnia | 2018    | —         | Perfect Dark                                                                                             |
| inXile Entertainment         | Tustin, Califórnia       | 2002    | 2018      | The Bard's Tale, Wasteland, Hunted: The Demon's Forge, Clockwork Revolution                              |
| Mojang Studios               | Estocolmo                | 2009    | 2014      | Minecraft                                                                                                |
| Ninja Theory                 | Cambridge                | 2000    | 2018      | Kung Fu Chaos, Hellblade, Bleeding Edge                                                                  |
| Obsidian Entertainment       | Irvine, Califórnia       | 2003    | 2018      | Pillars of Eternity, The Outer Worlds, Grounded, Pentiment, Avowed                                       |
| Playground Games             | Leamington Spa           | 2010    | 2018      | Forza Horizon, Fable                                                                                     |
| Rare                         | Twycross                 | 1985    | 2002      | Battletoads, Killer Instinct, Banjo-Kazooie, Conker, Perfect Dark, Viva Piñata, Sea of Thieves, Everwild |
| Turn 10 Studios              | Redmond, Washington      | 2001    | —         | Forza Motorsport                                                                                         |
| Undead Labs                  | Seattle                  | 2009    | 2018      | State of Decay                                                                                           |
| World's Edge                 | Redmond, Washington      | 2019    | —         | Age of Empires                                                                                           |
| Xbox Game Studios Publishing | Redmond, Washington      | 2000    | —         | — |

### Antigos
Vendidos ou desmembrados
- Access Software/Salt Lake Games Studio/Indie Games — Links — Vendido para a Take-Two Interactive em 2004
- Bungie — Halo — Desmembrado em 2007[158]
- Lift London — Removido do setor de jogos da Microsoft em 2019[159]
- Twisted Pixel Games — The Gunstringer, LocoCycle, The Maw, 'Splosion Man — Desmembrado em 2015
- WingNut Interactive — Estúdio conjunto de Peter Jackson — Vendido para WingNut Films[160][161]

Encerrados ou consolidados
- Aces Game Studio — Microsoft Flight Simulator — Encerrado
- BigPark — Kinect Joy Ride, Kinect Sports: Season Two, Joy Ride Turbo — Consolidado
- Carbonated Games — Encerrado
- Digital Anvil — Brute Force, Freelancer, Starlancer — Consolidado[162]
- Ensemble Studios — Age of Empires, Age of Mythology, Halo Wars — Encerrado
- FASA Studio — Crimson Skies, MechAssault, MechWarrior, Shadowrun — Encerrado
- Good Science Studio — Kinect Adventures, Kinect Fun Labs, Kinect Star Wars — Consolidado
- Hired Gun — Halo 2 (port para PC) — Consolidado[163]
- Lionhead Studios — Fable, Black & White — Encerrado
- Microsoft Game Studios Japan — Blue Dragon, Every Party, Lost Odyssey, Magatama, Phantom Dust, Shenmue II (port para Xbox), True Fantasy Live Online — Encerrado
- Microsoft Studios Victoria — Encerrado
- Press Play — Max: The Curse of Brotherhood, Kalimba — Encerrado
- Team Dakota — Project Spark — Consolidado
- Xbox Entertainment Studios — Encerrado
- Xbox Live Productions — Consolidado

## Executivos
| Titulo                               | Nome              | Detalhes |
| ------------------------------------ | ----------------- | --- |
| CEO                                  | Phil Spencer      | — |
| President, Xbox                      | Sarah Bond        | Diretor de todas as operações do Xbox                                                                                           |
| COO                                  | Dave McCarthy     | Liderando a integração da Activision Blizzard no Microsoft Gaming                                                               |
| CFO                                  | Tim Stuart        | Responsável por todos os projetos do Xbox, ZeniMax Media e Activision Blizzard e suas finanças, incluindo a Xbox network        |
| Vice presidente e CMO                | Jerret West       | Liderar a equipe de marketing operacional do Xbox e ZeniMax Media e supervisionar a distribuição de hardware e software do Xbox |
| Presidente, Game Content and Studios | Matt Booty        | Responsável por supervisionar a Xbox Game Studios, ZeniMax Media e Activision Blizzard                                          |
| Head of Xbox Game Studios            | Alan Hartman      | Chefe da Xbox Game Studios |
| CEO, ZeniMax Media                   | Jamie Leder       | Chefe da ZeniMax Media |
| Vice Chairman, Activision Blizzard   | Thomas Tippl      | Chefe da Activision Blizzard |
| Presidente, Activision               | Rob Kostich       | Chefe da Activision |
| Presidente, Blizzard Entertainment   | Johanna Faries    | Chefe da Blizzard Entertainment                                                                                                 |
| Presidente, King                     | Tjodolf Sommestad | Chefe da King |

### Segmentos de Negócios e Estratégia
O negócio não é quantos consoles você vende. O negócio é quantos jogadores estão jogando os jogos que eles compram e como eles jogam.

—Phil Spencer sobre o negócio do Xbox

A estratégia da Microsoft Gaming na indústria de videogames é caracterizada por um compromisso com a inclusividade e acessibilidade. A empresa busca atingir um público mais amplo e satisfazer diferentes preferências de jogos ao publicar jogos em plataformas móveis, PC e Xbox. No centro da estratégia da Microsoft Gaming está o serviço de assinatura Xbox Game Pass. Este serviço oferece uma variedade de bibliotecas de jogos por uma taxa mensal, enfatizando uma transição para uma plataforma focada em conteúdo. O diretor financeiro (CFO) da Microsoft Gaming, Tim Stuart, afirmou que a Microsoft deixou de divulgar o número de consoles vendidos em 2016, pois seu foco se deslocou para conteúdo, serviços e aumento nos gastos dos clientes.

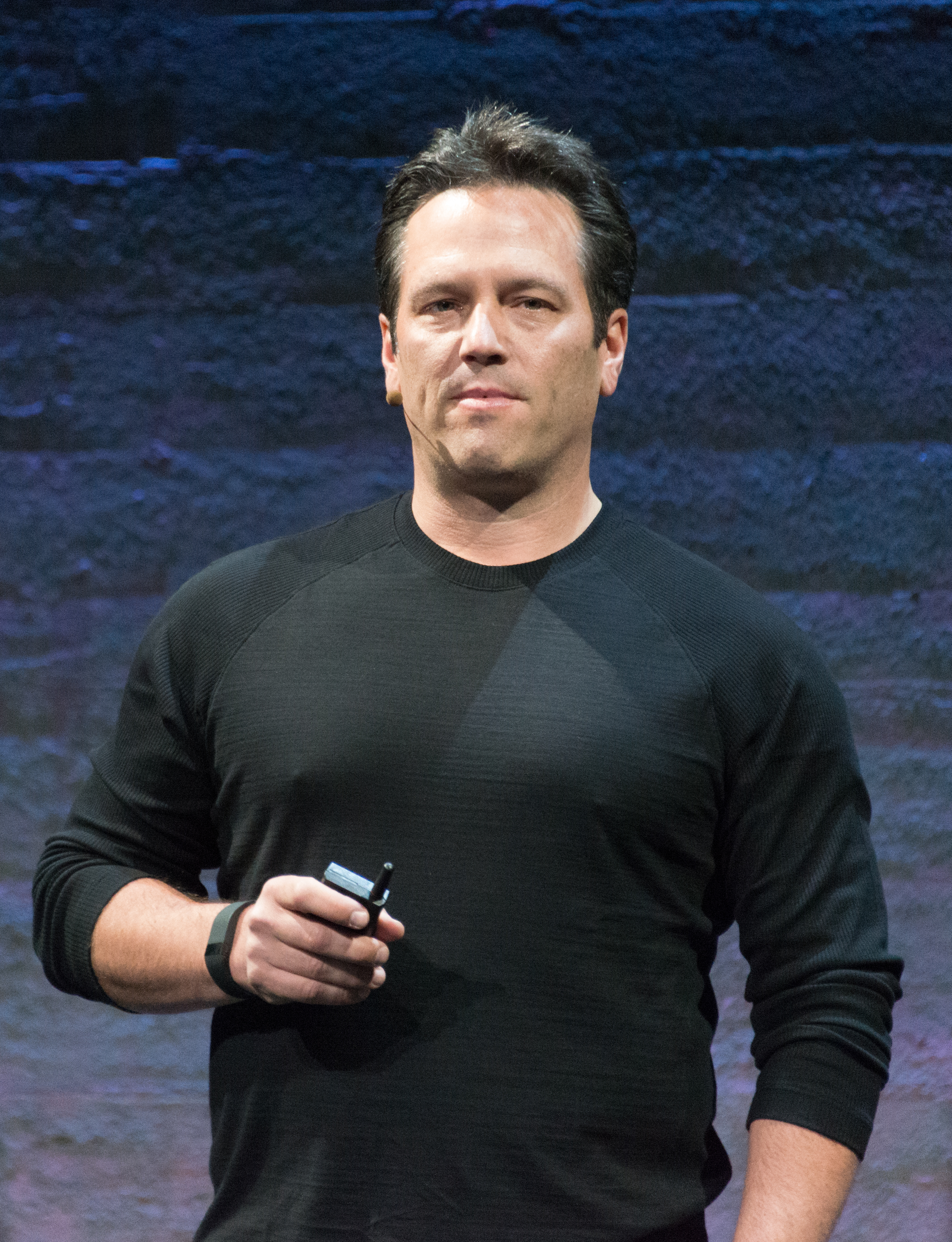
Phil Spencer atua como CEO da Microsoft Gaming desde 2022.

Phil Spencer expressou que sua visão para o Xbox sempre buscou transformar o foco da marca de ser principalmente centrada em consoles para se tornar uma plataforma focada em conteúdo, com forte ênfase na priorização do engajamento do jogador sobre as simples vendas de consoles. Phil Spencer expressou sua visão ao afirmar que a essência do negócio não está na quantidade de consoles vendidos, mas no número de jogadores participando ativamente e desfrutando dos jogos que adquirem, bem como na maneira como escolhem interagir com eles.

### Desenvolvimento e Publicação de Jogos
Até outubro de 2023, a Microsoft Gaming é a terceira maior editora de videogames do setor, ficando atrás apenas da Sony e da Tencent. A Microsoft Gaming detém três importantes editoras de videogames: Xbox Game Studios, ZeniMax Media (por meio da Bethesda Softworks) e Activision Blizzard (que inclui Activision, Blizzard Entertainment e King). Além disso, a Microsoft Gaming também publica jogos de terceiros com o Xbox Game Studios Publishing e ajuda estúdios independentes de videogames a autopublicarem seus próprios jogos com o ID@Xbox. Desde que a Microsoft ingressou na indústria de videogames em 2001, a Sony tem sido consistentemente vista como sua principal concorrente. No entanto, a Microsoft Gaming afirmou que seus principais concorrentes são as empresas de tecnologia, especificamente Amazon, Google e Apple.
Entre as franquias de jogos de propriedade da Microsoft, Minecraft é o jogo mais vendido de todos os tempos, com 300 milhões de unidades vendidas, enquanto Call of Duty é a quarta série de jogos mais vendida de todos os tempos, com 425 milhões de unidades vendidas em várias instalações e US$ 30 bilhões em receita. O CEO da Microsoft, Satya Nadella, anunciou que a Microsoft Gaming agora possui 12 franquias que geraram cada uma mais de US$ 1 bilhão em receitas ao longo da vida. A saga Candy Crush gerou sozinha US$ 20 bilhões em receitas ao longo da vida. Após a aquisição da Activision Blizzard, a Microsoft Gaming duplicou o número de funcionários de videogames, estúdios e sua receita com a adição da Activision Blizzard à empresa. Em 2023, durante uma entrevista com a Famitsu, Phil Spencer anunciou que, aproveitando as capacidades da Activision Blizzard, eles agora planejam lançar um jogo de primeira linha a cada três meses. Phil Spencer também falou sobre como a liberdade criativa é crucial para a Microsoft Gaming, enfatizando que não forçarão um estúdio de videogames a criar uma sequência. A Microsoft Gaming apoiará os desenvolvedores em fazer o que quiserem.
Este enfoque em franquias de sucesso e liberdade criativa destaca a estratégia da Microsoft Gaming em manter uma presença forte e inovadora na indústria de videogames. Com a recente aquisição da Activision Blizzard e o compromisso contínuo com o Xbox Game Pass e serviços relacionados, a Microsoft Gaming está posicionada como uma força significativa no cenário global de jogos, moldando o futuro da indústria com uma variedade de títulos influentes e abordagens inovadoras.
A divisão de desenvolvimento de jogos da Microsoft Gaming mantém uma posição sólida na indústria de videogames, regularmente criando títulos amplamente jogados. Em certos gêneros de videogame, como tiro em primeira pessoa (FPS) e jogos de interpretação de personagens (RPG), a Microsoft Gaming tem mantido a dominação do mercado, sendo proprietária de franquias populares de FPS como Call of Duty, Halo, Doom, Quake, Rage e Overwatch, além de franquias de RPG como The Elder Scrolls, Fallout, Fable, Wasteland, Pillars of Eternity, Warcraft e Diablo. Starfield se tornou o maior lançamento de um jogo da Bethesda de todos os tempos. Onze dos doze jogos mais vendidos lançados nos Estados Unidos nos últimos treze anos fazem parte da franquia Call of Duty. A Microsoft também possui uma presença forte no subgênero de estratégia em tempo real (RTS), no gênero de plataforma e no gênero de corrida, com franquias populares como Forza, Crash Bandicoot, Spyro, Banjo-Kazooie, Age of Empires e StarCraft. A Microsoft Gaming ocupa uma posição significativa nos jogos multiplayer, sendo uma das principais editoras de jogos multiplayer e de serviço ao vivo, juntamente com a Take-Two Interactive, Electronic Arts e Tencent. Títulos multiplayer populares sob o guarda-chuva da Microsoft Gaming incluem Sea of Thieves, Call of Duty: Warzone, Grounded, Fallout 76, World of Warcraft, Overwatch 2, Diablo IV, Halo Infinite, State of Decay 2, The Elder Scrolls Online, Hearthstone, Minecraft, entre muitos outros.
A Microsoft Gaming enfrentou dificuldades para encontrar sucesso no gênero de tiro em terceira pessoa (TPS) e em jogos para um único jogador, tendo dificuldades para competir com líderes da indústria como Sony, Take-Two Interactive, Nintendo, Capcom e Square Enix nesse espaço. Apesar dos esforços intensos, a empresa teve dificuldades em se estabelecer e alcançar o mesmo nível de reconhecimento e participação de mercado que seus concorrentes. Esse cenário competitivo apresentou obstáculos desafiadores que levaram a Microsoft Gaming a reavaliar sua estratégia e potencialmente explorar outros gêneros ou abordagens para melhorar sua posição no mercado. A Microsoft Gaming tentou ganhar tração no gênero de tiro em terceira pessoa e jogador único desenvolvendo títulos como Gears of War, Quantum Break, Sunset Overdrive, Senua's Saga: Hellblade II e Marvel's Blade. No entanto, apesar desses esforços, a empresa continua enfrentando desafios para competir com sucesso nesse gênero, lutando para igualar a dominação de mercado de concorrentes como Sony e Nintendo. O desenvolvimento desses jogos de alto perfil indica um esforço sério nesse gênero, mas a Microsoft Gaming ainda está enfrentando dificuldades para estabelecer uma presença significativa e chamar a atenção dos jogadores em um cenário altamente competitivo.
A Microsoft Gaming afirmou que a aquisição da Activision Blizzard reflete um esforço estratégico para explorar a crescente tendência do Metaverso na indústria de jogos. Para a Microsoft, o conceito de Metaverso envolve a criação de áreas sociais onde os usuários podem interagir, semelhante a jogos populares como Grand Theft Auto V, Fortnite, Star Citizen e Roblox. A Microsoft pretende incorporar recursos sociais robustos e estratégias eficazes de monetização em jogos como Call of Duty, Minecraft e World of Warcraft para estabelecer uma presença competitiva na paisagem em evolução dos ambientes virtuais. Segundo a Microsoft, essa aquisição não se trata apenas de expandir o portfólio de jogos da Microsoft, mas também de aproveitar as franquias estabelecidas da Activision Blizzard para aprimorar a experiência geral de jogos. A movimentação está alinhada com as tendências do setor, onde as empresas estão explorando maneiras de criar mundos virtuais imersivos e interconectados, combinando interações sociais com compras dentro do jogo. A Microsoft tem observado o sucesso de outros jogos de Metaverso. A empresa parece posicionar estrategicamente na tendência do Metaverso, evidente em seus esforços para fortalecer seu portfólio de jogos e explorar oportunidades para interações sociais e estratégias de monetização dentro de ambientes virtuais. A posição estratégica da Microsoft, por meio da aquisição da Activision Blizzard, desempenhará um papel significativo na moldagem do futuro dos jogos, integrando elementos do Metaverso em seu ecossistema de jogos. A Microsoft Gaming planeja permanecer competitiva na paisagem em constante evolução do entretenimento digital.
Phil Spencer enfatizou que, para a marca Xbox se manter relevante, ela deve estabelecer sua presença simultaneamente em plataformas móveis, PC e console. Com a aquisição da Activision Blizzard, a Microsoft Gaming tornou-se uma participante significativa na indústria de jogos móveis. Ela detém um dos maiores desenvolvedores e editores de jogos móveis, a King, e publica jogos móveis populares como Candy Crush Saga, Fallout Shelter, Diablo Immortal, Warcraft Rumble e Call of Duty: Mobile. Phil Spencer reiterou várias vezes que a Microsoft Gaming deseja lançar uma nova loja na indústria de jogos móveis para competir com a Google Play e App Store e quebrar o duopólio móvel. Em 2023, a Bloomberg relatou que a Microsoft Gaming está em negociações com editoras de jogos para uma parceria visando lançar uma loja móvel para competir com a Google Play e App Store no mercado de jogos móveis.

#### Hardware e software dos consoles xbox

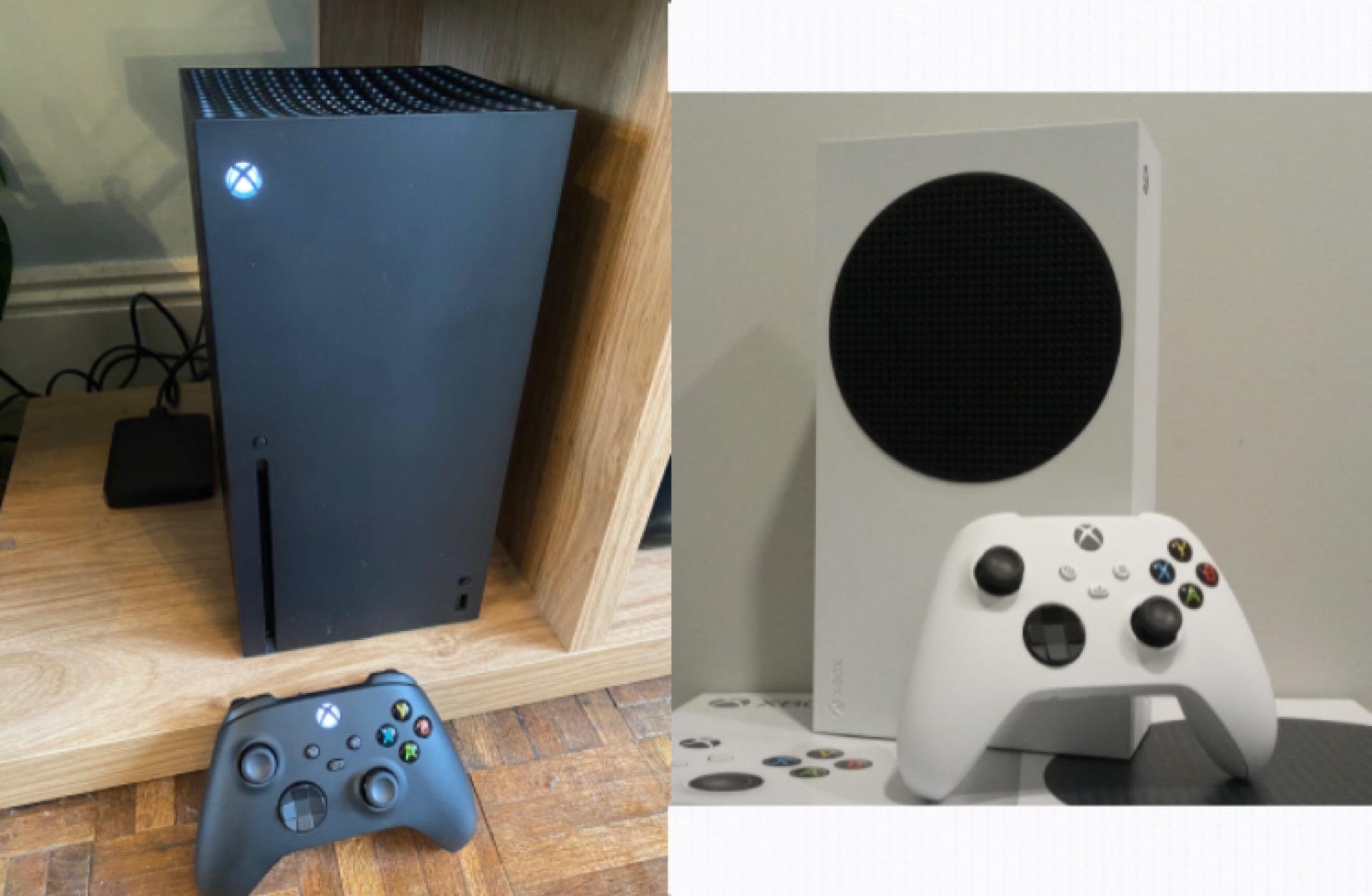
Xbox Series X/S – Consoles mais modernos da Microsoft.

A Microsoft ingressou no mercado de consoles de videogame em 2001 com o lançamento do console Xbox de primeira geração. Desde então, desenvolveu três sistemas sucessivos, até 2023, como parte da marca Xbox. O hardware de jogos mais recente da Microsoft, o Xbox Series X e Series S, foi lançado em novembro de 2020. O Series X é um console de alto desempenho com hardware poderoso para jogos nativos em 4K, enquanto o Series S oferece uma opção mais acessível com foco em jogos digitais em resoluções mais baixas. Os consoles Xbox Series X/S venderam 21 milhões de unidades no total até 2023. Phil Spencer enfatizou que a Microsoft Gaming está vendendo os consoles com prejuízo, perdendo US$ 200 por unidade vendida. No entanto, a Microsoft Gaming está compensando essa perda ao receber 30% das vendas de jogos de terceiros em sua plataforma.
Microsoft e Sony são rivais de longa data no mercado de hardware de consoles desde 2001. A competição atingiu o auge durante a sétima geração de consoles, com o Xbox 360 surgindo como o principal concorrente do PlayStation 3 (PS3) da Sony. Na geração seguinte, o PlayStation 4 (PS4) da Sony superou o Xbox One da Microsoft, vendendo o dobro de unidades. Durante a oitava geração de consoles de jogos, o PlayStation 4 vendeu 117 milhões de unidades, o Nintendo Switch vendeu 133 milhões de unidades e o Xbox One vendeu 58 milhões de unidades. O sucesso da Sony é atribuído ao seu catálogo exclusivo de jogos e técnicas de marketing. Inicialmente, a Microsoft priorizou recursos multimídia em detrimento das capacidades de jogo, e a Sony conseguiu explorar essa lacuna perceptiva. O PlayStation 4 e o Nintendo Switch superaram o Xbox One devido ao seu design e grande portfólio de jogos first-party. Em 2017, a Xbox começou a repensar suas táticas e a dar mais ênfase a conteúdo exclusivo e métodos focados em jogos para competir melhor no mercado. Os consoles Xbox Series X/S continuaram enfrentando desafios ao competir contra o Nintendo Switch e o PlayStation 5 (PS5).
O mercado de jogos de console é definido como o total combinado de hardware de console, conteúdo de jogos de console e assinaturas de console. Em 2023, com uma participação de mercado de 45% em hardware, jogos e serviços do sistema PlayStation, a Sony permanece líder mundial na indústria, seguida pela Nintendo com uma participação de mercado de 27,7% e pela Microsoft com uma participação de mercado de 27,3%. A Sony detém 70% da participação de mercado global de consoles high-end, enquanto a Microsoft detém 30% em 2023.
Durante uma discussão comercial bilateral entre os Estados Unidos e o Japão, a senadora Maria Cantwell, dos Estados Unidos, levantou preocupações sobre o que ela percebia como uma posição dominante no mercado mantida pelo PlayStation. A senadora destacou especificamente o monopólio percebido pelo PlayStation e expressou apoio ao Xbox como uma alternativa competitiva. Durante uma audiência do Comitê de Finanças do Senado dos Estados Unidos com a Representante de Comércio dos Estados Unidos, Katherine Tai, a senadora Cantwell ressaltou preocupações sobre o mercado de jogos high-end no Japão, afirmando que o PlayStation detém um monopólio de 98% nesse setor no Japão. Cantwell expressou desaprovação pelo que foi caracterizado como comportamento anti-competitivo da Sony facilitado por acordos exclusivos e pagamentos a editoras de jogos. A senadora também criticou a Comissão de Comércio Justo do Japão por supostamente deixar de investigar a conduta da Sony, referindo-se a ela como "excludente". Cantwell buscou insights sobre como o Japão pretendia estabelecer um "campo de jogo nivelado" em resposta a essas questões percebidas.
A Microsoft Gaming gerencia inúmeros serviços de software, incluindo o Xbox Game Pass, Xbox Cloud Gaming, Xbox Network, Microsoft Store e Battle.net. O Xbox Network experimentou um crescimento substancial, com 120 milhões de usuários ativos mensais até dezembro de 2022, marcando um aumento significativo desde os 46 milhões no início de 2016. A Microsoft encerrou o Bethesda Launcher em 2022.

#### Xbox Game Pass e xCloud
A Microsoft criou o Xbox Game Pass em 2017. O Xbox Game Pass é um serviço de assinatura que oferece uma vasta biblioteca de jogos por uma taxa mensal. Isso inclui uma mistura de títulos first-party, jogos de terceiros e títulos disponíveis em plataformas PC e console. O serviço foi elogiado por seu valor e tornou-se uma parte significativa da estratégia de jogos da Microsoft. Em 2022, a Microsoft anunciou que o Xbox Game Pass ultrapassou 25 milhões de assinantes. A Microsoft Gaming investe mais de US$ 1 bilhão anualmente no mercado de jogos para expandir a biblioteca do Game Pass, trazendo jogos de terceiros.
A Microsoft Gaming lançou o Xbox Cloud Gaming para os assinantes do Xbox Game Pass Ultimate em 15 de setembro de 2020. O Xbox Cloud Gaming é o serviço de jogos na nuvem da Microsoft projetado para permitir que os usuários joguem videogames de alta qualidade por streaming em diversos dispositivos. O serviço utiliza tecnologia de nuvem para viabilizar os jogos em dispositivos como smartphones, tablets e PCs, sem a necessidade de hardware de alta qualidade.

#### Produção de Filmes e Séries
A Microsoft Gaming supervisiona a gestão e licenciamento de franquias de jogos renomadas, como Halo, Fallout e Minecraft. A Microsoft Gaming também é proprietária de uma empresa de produção de filmes chamada Activision Blizzard Studios. A franquia Halo foi licenciada para a Paramount Global para a criação de uma série de TV Halo disponível no Paramount+. Simultaneamente, a série de TV Fallout está em desenvolvimento, com a Amazon Prime Video envolvida em sua produção. Além disso, a Microsoft Gaming anunciou sua colaboração com a Warner Bros. para a produção de um filme do Minecraft. A Microsoft Gaming expressou que essas parcerias têm como objetivo levar os adorados universos dos jogos para um público mais amplo por meio da televisão.

## No Brasil
No país, a Microsoft Gaming vende a maior parte de seus jogos oficialmente, e faz traduções para o português da maior parte dos jogos lançados. Para o Xbox 360, a Microsoft lançou Viva Piñata em português, sendo então o primeiro jogo para Xbox 360 traduzido para o idioma. Após isso, os jogos Halo 3, Halo 3: ODST e Halo: Reach também foram localizados para o português.

## Reconhecimento

Referência no gênero de Tiro em 1ªPessoa, Halo: CE ganhou uma versão de aniversário em 2011 para o Xbox 360.

Em 2010, o site de agregação de resenhas Metacritic atribuiu a pontuação média dos jogos da Microsoft como 73,4 (de 100), tornando-se a quarta editora de maior pontuação, à frente da Sony, mas atrás da Nintendo. Em 2011, sua pontuação média subiu para 77,2, a mais alta de qualquer grande editora, incluindo Nintendo e Sony. No ano de 2012, caíram para o segundo lugar, com uma média de 73,0, logo atrás da Electronic Arts. No ano seguinte, ficaram em sexto lugar, atrás de Nintendo e Sony.
O jogo mais aclamado da história do Microsoft Gaming é Halo: Combat Evolved do Xbox Original com uma média de 97 no Metacritic, além de muitos outros prêmios de reconhecimento por qualidade e inovação no gênero. Desde 2017, Halo CE faz parte do Hall da Fama dos Vídeo-Games juntamente com um grupo seleto de clássicos como Super Mario Bros, Sonic the Hedgehog, Grand Theft Auto III e Tomb Raider.

## Ver Também
- Xbox Game Studios
- Zenimax Media
- Activision Blizzard